# Alfonso La Marmora
Alfonso Ferrero della Marmora, o Alfonso della Marmora o più comunemente Alfonso La Marmora (Torino, 18 novembre 1804 – Firenze, 5 gennaio 1878), è stato un generale e politico italiano.
Collaboratore del re di Sardegna Carlo Alberto, combatté nella prima guerra d'indipendenza (1848-1849). Nominato più volte ministro della guerra, fra il 1849 e il 1857 riorganizzò radicalmente la Regia Armata Sarda.
Primo consigliere militare del presidente del Consiglio Cavour, nel 1855-1856 guidò con successo il contingente piemontese nella guerra di Crimea e fu ministro della guerra durante la seconda guerra di indipendenza. Fu presidente del Consiglio in varie occasioni dal 1859 al 1866, prima del Regno di Sardegna e poi del Regno d'Italia. Nel 1866 diresse le trattative che portarono all'alleanza italo-prussiana e alla terza guerra d'indipendenza, durante la quale fu capo dell'esercito. Nonostante dal conflitto l'Italia avesse ottenuto il Veneto, La Marmora fu investito da gravi polemiche per la sconfitta di Custoza. Abbandonato anche dalla corte, si ritirò a vita privata.
Il suo nome è legato anche ad altri eventi del Risorgimento: la rivolta di Genova del 1849, la lotta al brigantaggio (dal 1861 al 1864), la giornata dell'Aspromonte, le conseguenze della convenzione di settembre, la conclusione dell'armistizio di Cormons e i rapporti diretti con Napoleone III di Francia. Viene a volte confuso con il fratello Alessandro, fondatore dei bersaglieri.

## Biografia

### Le origini, la gioventù e i primi incarichi
Nato il 18 novembre 1804 a Torino, Alfonso fu il penultimo di 13 figli del marchese Celestino Ferrero della Marmora (1754-1805) e di sua moglie Raffaella Argentero di Bersezio o di Berzé (1770-1828). La famiglia aveva origine dai componenti di un ramo degli Acciaiuoli di Firenze che, a causa delle guerre civili, nel medioevo emigrarono dalla Toscana e si stabilirono a Biella.
Nato in una famiglia di antica tradizione militare, Alfonso contava tra i fratelli diversi ufficiali che si erano distinti nelle guerre napoleoniche, come Carlo Emanuele e Alberto, ma anche riformatori come Alessandro che fu il fondatore dei Bersaglieri.
Il giovane Alfonso fu anch'egli destinato alla carriera militare e il 21 febbraio 1816, undicenne, entrò nella Regia Accademia Militare di Torino. Nel luglio dello stesso anno fu, secondo la tradizione, nominato paggio d'onore di re Vittorio Emanuele I di Savoia e il 15 marzo 1820 conseguì il grado di cadetto. Nel 1822 sarebbe dovuto uscire dall'Accademia con il grado di luogotenente, ma a causa dei moti del 1821 le promozioni vennero ritardate e Alfonso fu nominato luogotenente di artiglieria il 1º marzo 1823.
In Accademia non fu tra gli alunni più studiosi, ma colmò in breve tempo le sue lacune da autodidatta. Non raggiunse il grado di capitano se non il 30 agosto 1831 e quello di maggiore l'11 gennaio 1845. Era tuttavia molto interessato agli argomenti militari e anche a tale scopo visitò la Francia, la Gran Bretagna, la Germania e l'Austria, esaminando con accuratezza le condizioni dell'esercito prussiano e di quello austriaco. Attorno a tali viaggi scrisse accurate relazioni che attirarono l'attenzione di Carlo Alberto, re di Sardegna dal 1831. A La Marmora fu quindi affidato l'ordinamento delle batterie a cavallo (Voloire) e l'incarico di acquistare i cavalli necessari al loro equipaggiamento.
In quel periodo Alfonso visitò più volte Parigi, dove fece conoscenza e amicizia con alcuni piemontesi esuli per loro idee liberali: Guglielmo Moffa di Lisio (1791-1877), Giacinto Provana di Collegno e Carlo Emanuele dal Pozzo della Cisterna. Né Alfonso si accontentò di viaggiare solo all'estero; egli volle visitare oltre al Piemonte anche altri Stati italiani, fra cui il Regno delle Due Sicilie. Visitò la Puglia, la Calabria, l'Abruzzo, fermandosi in località fuori dagli itinerari turistici: Ariano, Foggia, Bari, Taranto, Sulmona, ecc. notando i costumi, le abitudini, e osservando tutto minutamente.
Non minore del piacere per i viaggi era per La Marmora quello della lettura, principalmente di argomenti militari, ma ricordava anche con commozione Le mie prigioni di Silvio Pellico. Divenuto ormai un esperto nel campo dell'artiglieria, ancora capitano ebbe l'incarico da Carlo Alberto di insegnare i rudimenti della materia ai suoi giovani figli, il duca di Savoia, il futuro Vittorio Emanuele II e il duca di Genova.

### La prima guerra di indipendenza (1848-1849)
Dopo le Cinque giornate di Milano e le sollevazioni della cosiddetta Primavera dei popoli, Carlo Alberto, inizialmente sostenuto anche dallo Stato Pontificio e dal Regno delle Due Sicilie, decise di attaccare l'Impero austriaco. Iniziava la prima guerra d'indipendenza italiana.
All'apertura delle ostilità il 23 marzo 1848, La Marmora era maggiore di artiglieria al comando della 1ª e 2ª Batteria inquadrate nella 4ª Divisione del generale Giovanni Battista Federici del 2º Corpo di Ettore De Sonnaz. Fin dall'inizio della Campagna La Marmora si trovò in disaccordo con i titubanti generali di Carlo Alberto e disse che non bisognava lasciare all'esercito austriaco il tempo di ritirarsi per riordinare le sue truppe nel Quadrilatero. La sua idea era quella di inseguire vigorosamente le truppe del generale Josef Radetzky ed eventualmente dare loro battaglia. Egli ne parlò subito al generale Federici e poi raggiunse re Carlo Alberto al quartier generale di Lodi affinché desse gli ordini opportuni. Presumibilmente il consiglio fu accettato ma gli ordini furono eseguiti troppo tardi, cosicché quando la divisione di La Marmora mosse ed entrò a Brescia il 31 marzo, lo stesso giorno gli austriaci riparavano nella fortezza di Peschiera.
Nella prima fase della Campagna, La Marmora si distinse in combattimenti minori e nelle battaglie di Pastrengo e Santa Lucia; soprattutto in quella di Pastrengo, durante la quale riuscì anche a consigliare opportunamente i suoi superiori. Diede pure un contributo alla resa della fortezza austriaca di Peschiera del 30 maggio 1848, circostanza che gli valse la promozione a colonnello di stato maggiore. Alfonso beneficiò inoltre del passaggio di comando della 4ª Divisione dal generale Federici al secondogenito di Carlo Alberto, Ferdinando, il duca di Genova. Egli si trovò quindi alle dipendenze dell'ex ragazzo al quale aveva impartito le prime lezioni di artiglieria e con cui nacque una profonda amicizia.

#### La prima battaglia di Custoza
Dopo la battaglia di Goito del 30 maggio (stesso giorno della resa di Peschiera) l'esercito piemontese iniziò il blocco di Mantova disponendo però le forze su una linea troppo lunga. La Marmora si accorse del pericolo e richiamò invano l'attenzione dei superiori. Ignorato, dispose le truppe della 4ª Divisione che intanto aveva lasciato il 1º Corpo, e si preparò allo scontro che avrebbe preso poi il nome di battaglia di Custoza. L'esercito austriaco il 23 luglio assalì e batté il 1º Corpo piemontese di De Sonnaz a Salionze e si dispose per colpire anche il Corpo del generale Eusebio Bava che comprendeva la 4ª Divisione e il comando di Carlo Alberto. La Marmora suggerì di spostare subito il Corpo verso Valeggio per congiungersi con le truppe di De Sonnaz, ma anche questa volta non fu ascoltato.
Così la mattina del 25 luglio due Corpi austriaci attaccarono quello di Bava in un rapporto numerico di truppe di 2 a 1. La 4ª Divisione, che costituiva l'ala destra dello schieramento piemontese presso Sommacampagna, fu investita da numerosi assalti e tentativi di aggiramento opponendo una gagliarda resistenza alle preponderanti forze austriache. Dopo una giornata di lotta il ripiegamento su posizioni più sicure fu effettuato solo contrastando il terreno al nemico palmo a palmo e gli ultimi ad abbandonare il campo furono il Duca di Genova e il suo capo di stato maggiore Alfonso La Marmora.

#### Le trattative per l'armistizio
Quando la sconfitta generale fu evidente, Carlo Alberto e il suo consiglio di guerra decisero per una richiesta di armistizio al generale Radetzky. Furono inviati come parlamentari al campo nemico il generale Michele Giuseppe Bes (1794-1853), il generale Giuseppe Rossi e il colonnello La Marmora. Fu il primo di una lunga serie di incarichi diplomatici che dovette sostenere Alfonso.
Radetzky chiedeva che l'esercito piemontese abbandonasse la linea del Mincio e si ritrasse fino al fiume Adda, che fosse restituita la fortezza di Peschiera, sgomberati i Ducati (di Parma e Modena, i cui regnanti avevano ceduto il controllo ai rivoluzionari filopiemontesi) e richiamate le truppe nelle province venete. Carlo Alberto, udite tali condizioni, esclamò: «Piuttosto morire!»
Tutti i componenti del consiglio di guerra furono dello stesso parere del Re, tranne La Marmora. Il colonnello ricordò quali fossero le condizioni dell'esercito dopo la battaglia di Custoza, dimostrò come ogni resistenza ai progressi dell'esercito austriaco fosse illusoria, fece osservare che rifiutando queste condizioni il nemico sarebbe divenuto poi più esigente e che l'attuale proposta di Radetzky una volta accettata si sarebbe potuta migliorare con ulteriori negoziati. Ma non ci fu verso di persuadere Carlo Alberto.

#### I fatti di Palazzo Greppi a Milano

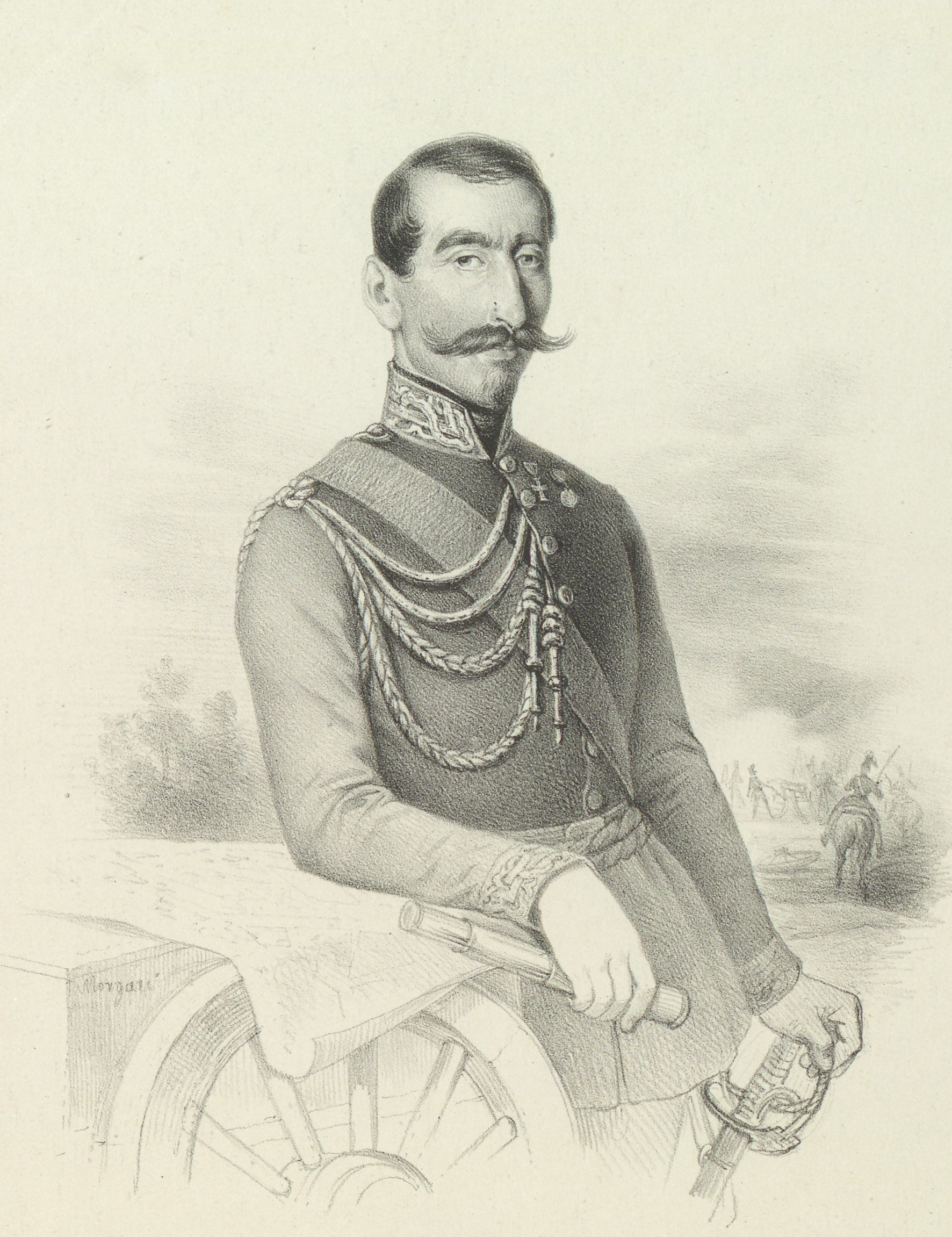
Ritratto di Alfonso La Marmora del 1848 di Paolo Emilio Morgari

L'Italia al tempo in cui Alfonso La Marmora era giovane. In blu il Regno di Sardegna.

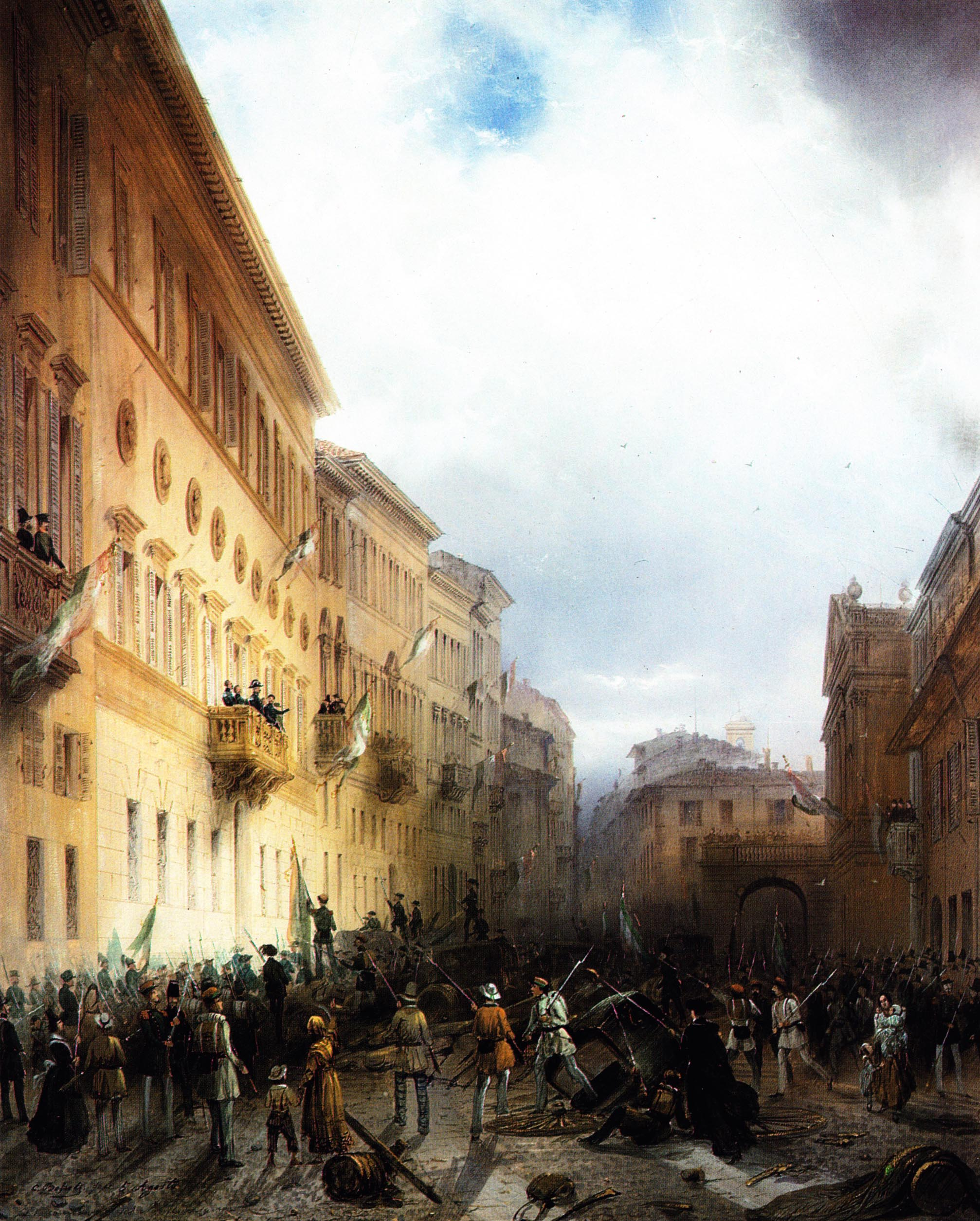
Carlo Alberto a Milano tenta invano di calmare la folla contraria all'armistizio. Sarà messo in salvo da Alfonso La Marmora.

Rifiutata la proposta di armistizio austriaca, Carlo Alberto si ritirò verso Milano, presso la quale il 4 agosto 1848 combatté ancora con gli austriaci e perse nuovamente. Egli si ritirò allora con il suo esercito nelle mura della città dove il popolo gli dimostrò ostilità avendo intuito che volesse abbandonare la piazza agli austriaci. Dopo avere alla fine accettato l'armistizio, Il Re si affacciò al balcone di palazzo Greppi allo scopo di calmare la popolazione, ma il proiettile di una fucilata lo sfiorò e dovette ritirarsi immediatamente.
Carlo Alberto si trovava ormai nelle mani dei rivoltosi. A palazzo Greppi, per risolvere la situazione, il generale Carlo La Marmora (fratello di Alfonso) dispose di mandare un ufficiale a raccogliere truppe per liberare Carlo Alberto. Contemporaneamente, ignorando le disposizioni del fratello, Alfonso, che aveva anch'egli raggiunto palazzo Greppi, decideva di sua iniziativa di agire: lasciò il palazzo e si diresse a Porta Orientale, dove era accampata la Brigata "Piemonte". Incontrato un bersagliere gli ordinò di prepararsi a marciare con la sua compagnia, raggiunta Porta Orientale rilevò un battaglione di fanteria e con questo e con la compagnia di bersaglieri si diresse di corsa a palazzo Greppi. All'avvicinarsi della truppa i tumultuanti fuggirono, La Marmora entrò nel palazzo e condusse via il Re con il suo seguito. Poco dopo, sulla strada, incontrava la truppa mobilitata dal fratello Carlo.
Con la firma dell'armistizio Salasco, la prima Campagna della prima guerra d'indipendenza ebbe termine. La Marmora tornò dal campo di battaglia con la reputazione cresciuta e, nell'ordine generale rivolto dal Re all'esercito del 31 agosto 1848, fu insignito della medaglia d'argento al valor militare, in considerazione «del contegno ognora tenuto dal colonnello La Marmora dinanzi al nemico durante la campagna del 1848».

#### La missione per la ricerca di un generale a Parigi
Con la determinazione di riprendere appena possibile le armi contro l'Austria, Carlo Alberto depose quei generali che ritenne responsabili della sconfitta della Campagna del 1848 e si sottomise al volere del suo governo che desiderava un generale francese a capo dell'esercito. Negli ultimi giorni di agosto del 1848 il ministro della guerra Giuseppe Dabormida affidò quindi ad Alfonso La Marmora il compito di cercare un valente generale a Parigi.
In quel periodo di grandi tumulti, era capo dello Stato provvisorio e primo ministro della Seconda Repubblica francese il conservatore Louis Eugène Cavaignac. A costui La Marmora espose la situazione e chiese il permesso di aprire le trattative con il generale Thomas Robert Bugeaud che da giovane si era distinto nelle guerre napoleoniche, ma Cavaignac rifiutò. La Marmora allora si rivolse direttamente ai generali Nicolas Changarnier e Marie-Alphonse Bedeau (1804-1863) che avevano acquistato fama nelle Campagne d'Algeria. Costoro si dimostrarono interessati, ma furono presto dissuasi da Cavaignac che disse a La Marmora che la Francia non poteva inimicarsi l'Austria per fare un piacere al Regno di Sardegna. Tale dichiarazione fu ripetuta negli stessi toni dal ministro degli esteri francese Jules Bastide (1800-1879) al quale La Marmora si rivolse come ultimo tentativo.
Il fallimento della missione, che portò poi alla scelta del generale polacco Wojciech Chrzanowski, non privò però La Marmora di nuovi incarichi che si sarebbero presentati già nell'autunno successivo.

#### Due volte ministro della guerra

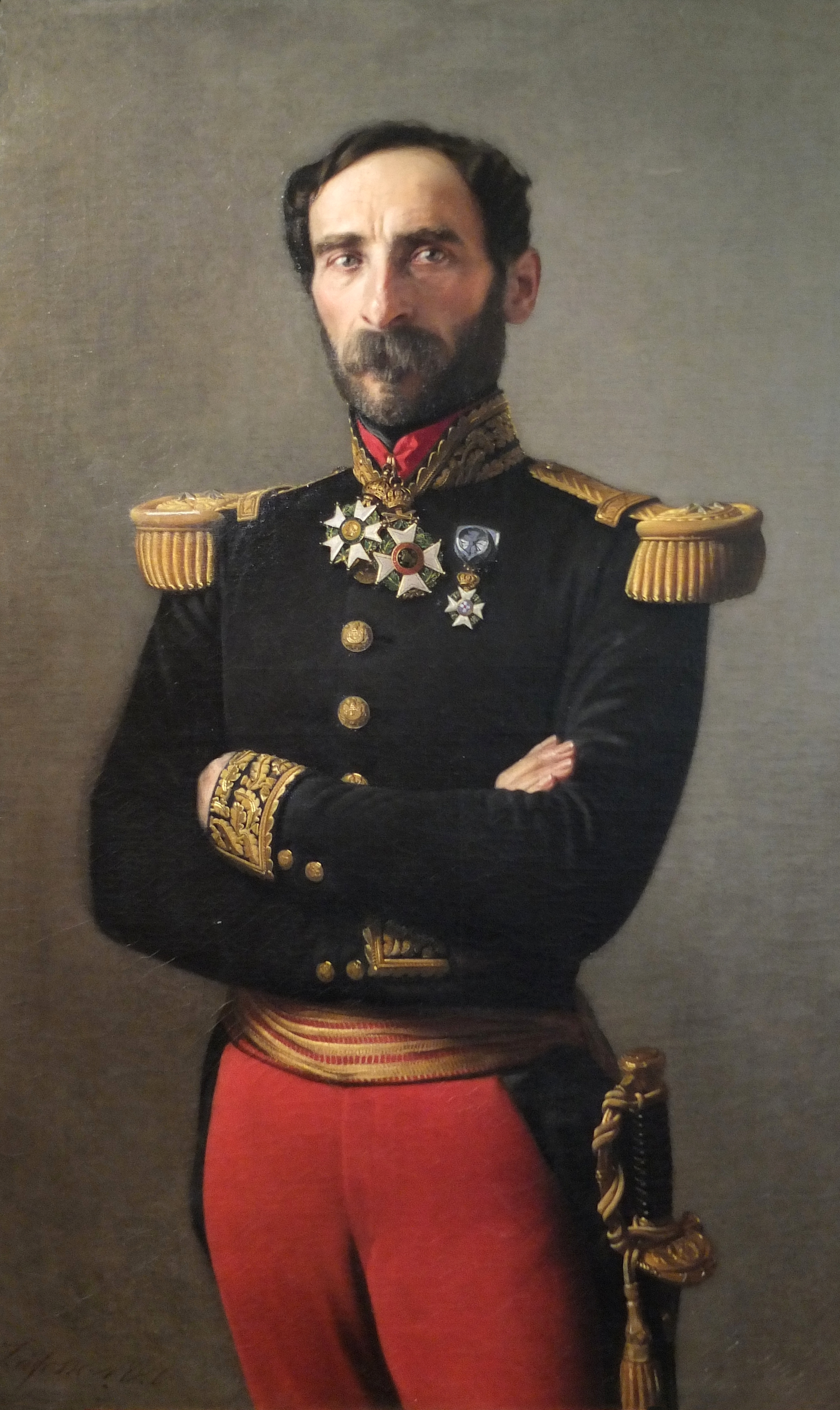
Nel 1848 il Primo ministro francese Cavaignac rifiutò a La Marmora un generale da mettere a capo dell'esercito piemontese

A seguito della sconfitta della Campagna del 1848 il governo costituzionale piemontese di Ettore Perrone di San Martino si trovò in piena crisi. Il generale Dabormida, che era ministro della guerra, pensò che giovasse al Paese affidare il proprio incarico a un ufficiale di cui l'esercito avesse stima. Indicò il candidato più adatto in Alfonso La Marmora, al quale lo legava una sincera amicizia. Il suggerimento fu accolto favorevolmente e, poiché La Marmora era solo colonnello, ne fu deliberata la promozione a maggior generale. Alla nomina di ministro fu provveduto con decreto di re Carlo Alberto del 27 ottobre 1848.
Qualche giorno dopo, essendo vacanti alcuni seggi del primo parlamento piemontese fu proposta la candidatura di La Marmora, e il collegio di Racconigi lo elesse deputato. Cosicché in pochi giorni La Marmora passò da semplice colonnello a generale, ministro e deputato.

##### Le prime riforme dell'esercito piemontese
La Marmora divenne ministro della guerra che non aveva ancora 44 anni. Egli era delle idee del suo predecessore Dabormida che si era già pubblicamente dichiarato per un esercito di qualità, piuttosto che di quantità. Il nuovo ministro faceva anche parte di un gruppo di militari con Dabormida, Giacinto di Collegno, il duca di Genova, Enrico Morozzo Della Rocca e Agostino Petitti, che trovava rispondenza nell'ambiente civile con Camillo Benso di Cavour, Carlo Promis, Ilarione Petitti e Roberto d'Azeglio, tutti convinti della inadeguatezza di Carlo Alberto quale comandante supremo.
Seguendo la traccia di Dabormida, La Marmora eliminò i riservisti con moglie e figli, poco motivati, e li sostituì con reclute da addestrare; diminuì la forza delle Compagnie da 250 a 150 uomini (in Austria la compagnia era di 175 uomini) e cercò di creare nuovi battaglioni più piccoli e maneggevoli. Ma su quest'ultimo punto La Marmora si scontrò sia con la mancanza di ufficiali, sia con l'opinione del generale Bava, che riteneva imprudente compiere in breve tempo una riforma così radicale, e che si oppose anche all'idea del ministro di trasferire i 50 uomini migliori di ogni reggimento per la formazione di nuovi battaglioni di bersaglieri.
Nonostante ciò il riordinamento dell'esercito sardo proseguiva: al posto delle classi 1821-1827 che avevano formato la prima linea della Campagna del 1848, si ponevano ora le classi 1823-1829. Il 12 novembre 1848 veniva approvata una legge sull'avanzamento degli ufficiali fondato non sull'anzianità o sulla benevolenza del re, ma sul merito. Altre disposizioni del ministero Dabormida venivano intanto attuate, sempre nell'ottica di un esercito più leggero, veloce e vigile. Tuttavia, proprio in questo momento, La Marmora dovette abbandonare l'incarico per la crisi del governo Perrone, mentre i mesi dell'inverno avrebbero indebolito un esercito destinato a riprendere a breve la lotta, ponendo in evidenza i lati negativi dell'affrettata e parziale riforma: la diminuzione delle forze e di veterani. La questione del comando supremo divenne inoltre un ulteriore e più pesante elemento di debolezza.

##### Una settimana nel governo Gioberti

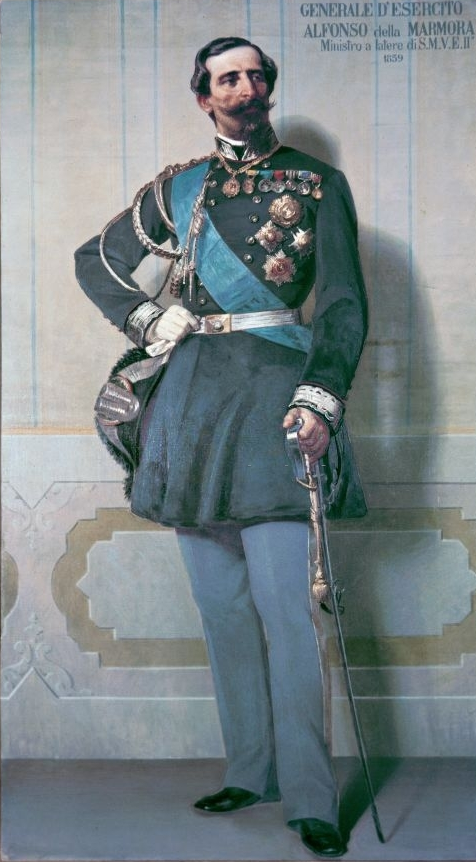
La Marmora iniziò la prima guerra d'indipendenza col grado di maggiore, la concluse con quello di generale

Il governo Perrone, vista l'impossibilità di reggere a lungo di fronte alla sconfitta della prima Campagna, il 16 dicembre 1848 cadde. La Marmora fu comunque scelto come componente del Comitato consultivo permanente per la guerra.
Vincenzo Gioberti, le cui idee di una federazione italiana capeggiata dal Papa affascinavano Carlo Alberto, ebbe l'incarico di formare il nuovo governo. Subito si fece il nome di La Marmora per il ministero della guerra, sia da Gioberti, sia dal sempre più influente Cavour. Il generale tuttavia inizialmente rifiutò, in considerazione del fatto che Gioberti aveva fatto opposizione al precedente governo Perrone. Fu scelto quindi De Sonnaz, il quale però cedette l'incarico a La Marmora quando questi fu convinto ad accettare. La seconda nomina a ministro della guerra di La Marmora fu quindi ufficializzata con regio decreto del 2 febbraio 1849. Il nuovo ministro rimase però in carica pochissimi giorni poiché il 9 febbraio diede le dimissioni, dovute probabilmente al fatto che una buona parte della classe politica non era ben disposta verso un atteggiamento moderato del governo. Il 14 dello stesso mese La Marmora fu perciò posto al comando della prima Divisione provvisoria dell'esercito, poi divenuta 6ª Divisione.

#### La ripresa della guerra e la sconfitta di Novara
Gli ultimi giorni precedenti la ripresa delle ostilità furono per il governo di Torino giorni di sforzi affannosi e spesso disordinati e confusi, per portare gli ultimi rimedi alle carenze di un esercito tutt'altro che risanato.
Si ebbero anche alcuni importanti cambiamenti negli alti gradi, proprio quando le truppe stavano per mettersi in movimento. Messo in disparte Dabormida, il suo gruppo fu scompaginato e La Marmora assegnato alla 6ª Divisione a Sarzana, in Lunigiana (in una zona lontana dal fronte). Carlo Alberto volle in questo modo escludere dai posti chiave gli spiriti critici dell'esercito, coloro che avevano espresso la convinzione o fatto intendere che il Re dovesse abbandonare la direzione della guerra.
Alla ripresa delle ostilità, il 20 marzo 1849, La Marmora ebbe ordine di marciare verso Pontremoli alla volta di Parma per investire il Ducato, alleato degli austriaci. Giunse a Parma il 22 marzo (quando a nord gli austriaci erano già entrati in Piemonte) e la popolazione in rivolta accolse le truppe piemontesi con manifestazioni di affetto. Non avendo istruzioni, La Marmora pensò di prendere Piacenza di sorpresa, ma il giorno 25 fu raggiunto dalle prime notizie della sconfitta di Novara e nei giorni successivi dalle notizie dell'abdicazione di Carlo Alberto e dell'armistizio di Vignale. Il 27 il comando dell'esercito gli ordinò di partire subito per Genova dove si temevano gravi disordini contro la monarchia.

### La repressione dei moti di Genova
Dopo la definitiva sconfitta di Novara scoppiarono a Genova, antica repubblica, moti popolari fomentati da circoli repubblicani e democratici contrari alla pace con l'Austria. La Marmora ricevette l'ordine di reprimere la sollevazione e il 2 aprile 1849, mentre si recava a Ronco per raccogliere informazioni sulle condizioni della città, gli pervennero da Torino due decreti: uno lo nominava regio commissario con pieni poteri e l'altro lo promuoveva luogotenente generale. 
La Marmora arrivò con la sua divisione nei pressi di Genova il 4 aprile, quando il fronte degli insorti si stava già spaccando, poiché una larga parte della borghesia, spaventata dalle violenze delle masse popolari si stava ritirando dalla lotta. La difesa della città alle truppe regolari fu quindi male organizzata. La Marmora occupò facilmente Sampierdarena (all'epoca comune a sé) e alcuni forti del lato occidentale della città, poi intimò la resa, che venne respinta. Il giorno successivo iniziò il bombardamento della città e il 9 aprile, grazie alla concessione di un'amnistia per quasi tutti i compromessi da parte del governo di Torino, i rivoltosi accettarono la resa. L'11 le truppe piemontesi facevano il loro ingresso in città. Quattro giorni dopo, per aver ristabilito l'ordine a Genova, La Marmora fu insignito della medaglia d'oro al valor militare e il giorno successivo venne promosso comandante del 2º Corpo d'armata.

### Ministro delle riforme militari (1849-1857)
La Marmora iniziò la prima guerra d'indipendenza col grado di maggiore, la concluse con quello di generale.

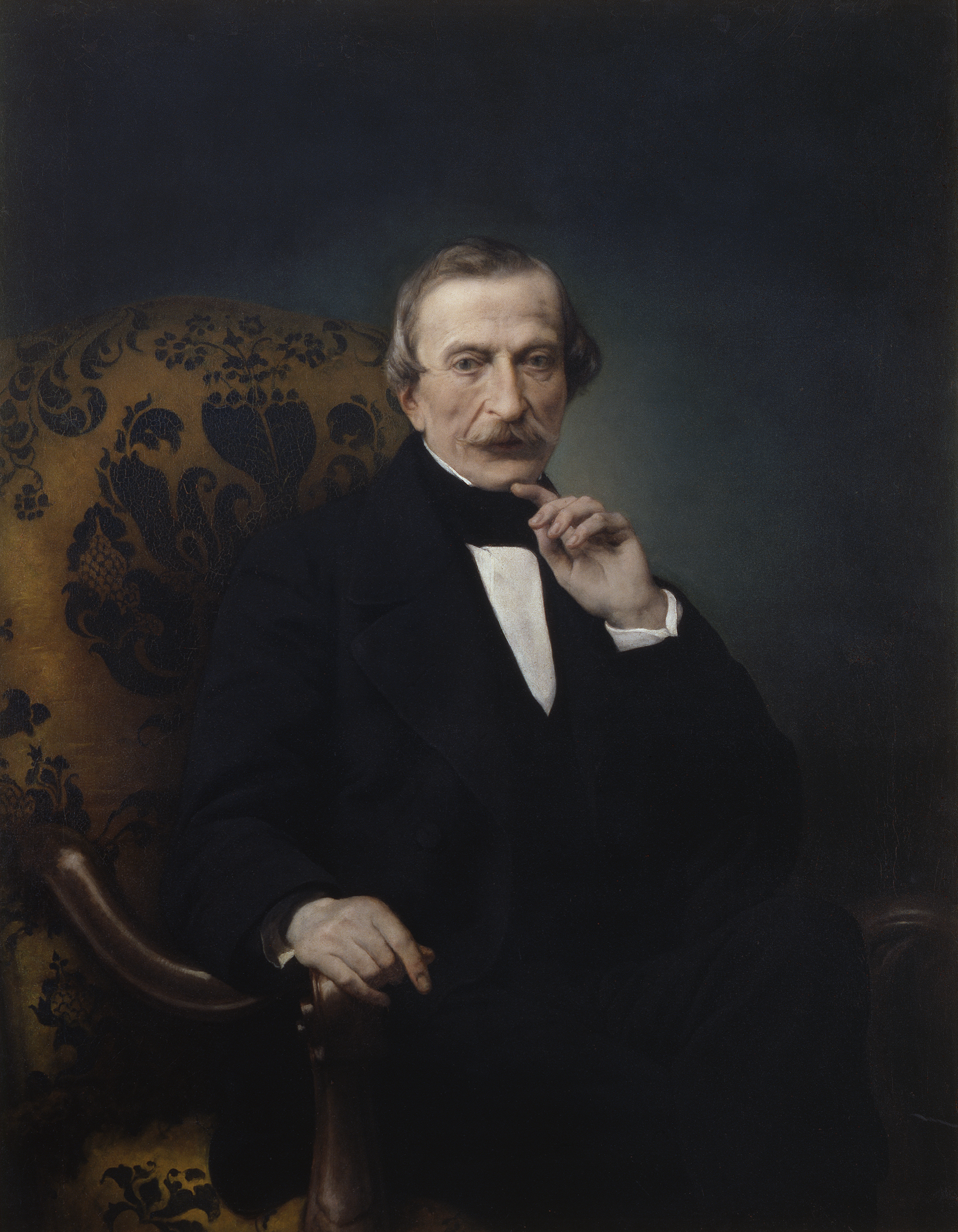
Il Primo ministro Massimo d'Azeglio affidò a La Marmora la riforma dell'esercito piemontese

La sconfitta della prima guerra d'indipendenza spinse il primo governo di Massimo d'Azeglio a nominare una commissione con l'incarico di riformare l'esercito piemontese. Presidente della commissione fu nominato il duca di Genova e La Marmora fu chiamato a farne parte, aggiungendo a questo impegno l'incarico di commissario a Genova e le sedute del parlamento. Il generale, infatti, era stato rieletto per il collegio di Pancalieri nella terza legislatura del luglio 1849. Poiché il ministro della guerra Eusebio Bava si trovò presto in disaccordo con D'Azeglio sulle riforme militari e diede le dimissioni, al suo posto Dabormida e Cavour proposero La Marmora. La proposta fu accettata e il generale lasciò Genova divenendo per la terza volta ministro della guerra, il 3 novembre 1849. 
La Marmora sarebbe rimasto ministro, salvo l'interruzione della guerra di Crimea nel 1855-56, fino al gennaio 1860. Spettò a lui, che stava per compiere 45 anni, la grande riforma dell'esercito piemontese. Qualche giorno dopo il suo insediamento, il 29, sposò la contessa inglese Giovanna (Joan) Teresa Bertie Mathew, da cui ebbe, il 29 novembre 1851, un figlio, Carlo, che morì appena nato.
Una delle sue prime decisioni fu quella di inviare due dei suoi migliori collaboratori, il capitano Giuseppe Govone e il capitano Genova Thaon di Revel, in Prussia e in Austria, con il compito di studiare da vicino l'organizzazione militare dei due Paesi. Contemporaneamente La Marmora istituiva due commissioni che studiassero, in generale e nel dettaglio, il problema delle fortificazioni al confine con l'Austria.
Nel 1850, inoltre, il ministro provvedeva a un primo riordinamento dei servizi di sostentamento delle truppe e della sanità; migliorava il livello di cultura militare dei soldati, anche dei sottufficiali, creando la Scuola Militare di fanteria di Ivrea. Riordinava poi i servizi di stato maggiore disponendo che ne facessero parte solo ufficiali d'esperienza. Quanto alla cavalleria ne ridusse i reggimenti e gli squadroni pesanti e aumentò i corrispettivi della cavalleria leggera, rendendo l'arma più snella e adatta ai terreni mossi dell'Italia settentrionale; mentre i reggimenti, divenuti più piccoli, offrivano migliori prestazioni ai loro comandanti; istituiva, nel 1852, la Scuola di Cavalleria di Pinerolo.
Benché l'artiglieria piemontese fosse considerata una delle migliori d'Europa, La Marmora creò a Torino la Scuola Complementare per ufficiali d'artiglieria e genio, e nel 1853 migliorava ancora i servizi con la creazione di una vera Intendenza (oggi Corpo di commissariato dell'esercito italiano) per coordinare il funzionamento degli approvvigionamenti. Il 25 maggio 1852, inoltre, nasceva la legge sull'avanzamento dello stato degli ufficiali che, riprendendo il filo delle prime riforme del 1848, disponeva l'avanzamento principalmente per merito, soprattutto in tempo di guerra.

#### La riforma della fanteria e del reclutamento

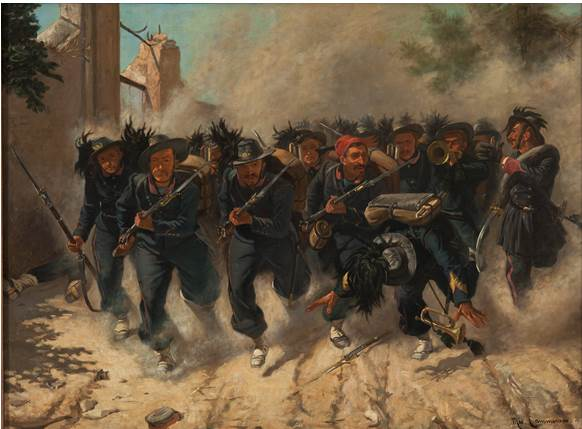
Preferendo piccoli reparti mobili, Il ministro La Marmora potenziò il corpo dei bersaglieri che era stato fondato su proposta del fratello Alessandro nel 1836

Tuttavia il problema principale rimaneva quello della fanteria e del suo reclutamento. La Marmora continuò a sviluppare le riforme già iniziate nel 1848: battaglioni piccoli ma ben inquadrati e molto mobili; e potenziamento dei bersaglieri a scapito dei granatieri e dei Cacciatori. La seconda questione era quella del reclutamento, risolta la quale l'esercito piemontese si sarebbe trasformato da forza di quantità in forza di qualità.
Per ottenere tale trasformazione senza indebolire la compagine di fanteria si pensò di aumentare la ferma obbligatoria da poco più di un anno a quattro o cinque anni. Benché la dottrina ufficiale in Europa fosse favorevole a questa trasformazione, in Piemonte essa trovò una grande opposizione da parte del parlamento e specialmente della Camera dei deputati.
La legge sul reclutamento ebbe infatti un lungo e difficile percorso. Il primo progetto fu presentato da La Marmora al Senato il 3 febbraio 1851. Il 24 marzo 1852 la commissione della Camera presentò la propria relazione e dal 17 al 27 maggio si ebbe una serrata discussione alimentata dalla difesa da parte dei deputati dell'esercito di numero. Prevalse comunque l'idea di La Marmora, cosicché il progetto di legge tornò al Senato rivisto, ma non nelle questioni fondamentali. Il 1º febbraio 1854 infatti si riaprì la discussione al Senato, riprese alla Camera il 14 marzo e finalmente, sei giorni dopo, fu varata quella che fu la legge fondamentale del 20 marzo 1854.
Il sistema di selezione dei coscritti rimaneva quello del sorteggio, il quale stabiliva se il soggetto abile dovesse entrare nella "prima categoria" o nella "seconda categoria". La leva vera e propria era a carico della prima, con una ferma dai quattro anni (per la fanteria) a sei anni (per la cavalleria). Seguiva un periodo nella riserva dai tre (per la cavalleria) ai sette anni (per la fanteria). Gli uomini della "seconda categoria", invece, dovevano sottoporsi soltanto ad un periodo di 40 giorni di addestramento e poi passavano per cinque anni nella riserva.
In realtà, però, fatta salva una percentuale di soggetti abili che non prestava il servizio per giustificati motivi di famiglia, rimaneva qualche migliaio di privilegiati che non veniva richiamato affatto. Dopo la guerra di Crimea, quindi, nel 1857, La Marmora stabilì il principio che tutti i validi delle cinque classi impegnate sotto le armi dovessero far parte almeno della seconda categoria e disponibili quindi alla guerra. Il 16 giugno 1857 la proposta fu presentata alla Camera e trovò la ferma opposizione dei conservatori. Alla fine la legge fu approvata, ma molti giovani sarebbero ancora stati completamente esonerati senza motivo. In tutti i modi, l'esercito piemontese, quale risultato delle riforme attuate fra il 1850 e il 1857 da Alfonso La Marmora, divenne un efficiente strumento di guerra, il migliore degli eserciti degli Stati italiani, disciplinato e animato da un sincero sentimento patriottico.

### Comandante della spedizione in Crimea (1855-1856)

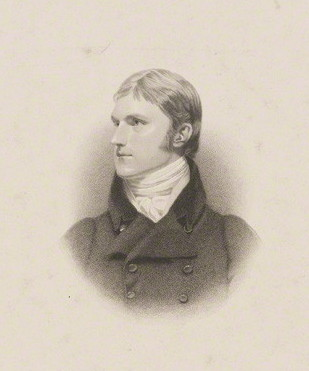
L'ambasciatore inglese in Turchia Stratford de Redcliffe, con il quale La Marmora puntualizzò il ruolo autonomo del contingente piemontese

Terminata l'esperienza del secondo governo D'Azeglio, il 4 novembre 1852 Camillo Benso di Cavour divenne presidente del Consiglio per la prima volta. Il nuovo capo del governo, apprezzando La Marmora, lo confermò a capo del Ministero della guerra.
In politica estera, intanto, riprendeva vigore la "Questione orientale" con l'inizio dell'ennesimo conflitto tra Russia e Turchia. La guerra fra i due imperi, scoppiata il 4 ottobre 1853, coinvolse per motivi di prestigio sulla difesa dei Luoghi Santi la Francia di Napoleone III e per motivi strategici la Gran Bretagna. Entrambe le nazioni entrarono infatti in guerra contro la Russia nel marzo 1854. Cavour, che intratteneva buoni rapporti con i governi di Parigi e di Londra, decise di affiancarli militarmente, allo scopo di accrescere il prestigio del Regno di Sardegna che mirava alla cacciata degli austriaci dall'Italia.

#### Per l'autonomia del contingente piemontese

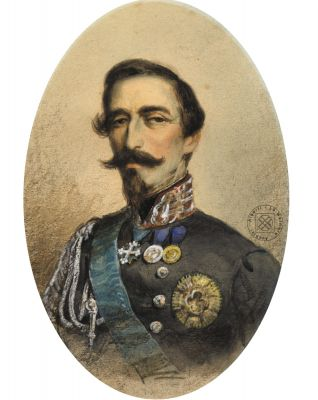
La Marmora comandò La spedizione in Crimea del Regno di Sardegna che si era schierato al fianco di Francia e Gran Bretagna contro la Russia

Cavour consultò La Marmora, il quale dichiarò di essere d'accordo a stringere un'alleanza con Francia e Gran Bretagna e di poter comandare un contingente di due o tre divisioni che, dato il teatro delle operazioni, avrebbe dovuto essere trasportato fino in Crimea. Alle perplessità del ministro sul reperimento dei fondi necessari all'impresa, Cavour gli rispose: «Ci penserà l'Inghilterra». La Marmora dichiarò allora che così l'esercito piemontese avrebbe potuto essere considerato un esercito mercenario ed escluse la possibilità di una dipendenza qualsiasi verso la Francia o la Gran Bretagna.
Ricevute le opportune assicurazioni da Cavour, il generale si tranquillizzò e l'accordo fra le tre nazioni fu firmato il 26 gennaio 1855. Le due Camere del parlamento piemontese furono invitate quindi a deliberare sulla proposta di legge che dava la facoltà al governo di attuare l'accordo ed entrare in guerra. La Marmora partecipò alle discussioni assicurando che l'azione militare del Regno di Sardegna sarebbe stata quella di uno Stato indipendente non soggetta ai Comandi alleati. Durante la seduta dell'8 febbraio, rispondendo alle obiezioni di alcuni deputati disse: 
(Alfonso La Marmora alla Camera dei deputati piemontese l'8 febbraio 1855.)

#### La spedizione e il rapporto con i generali alleati

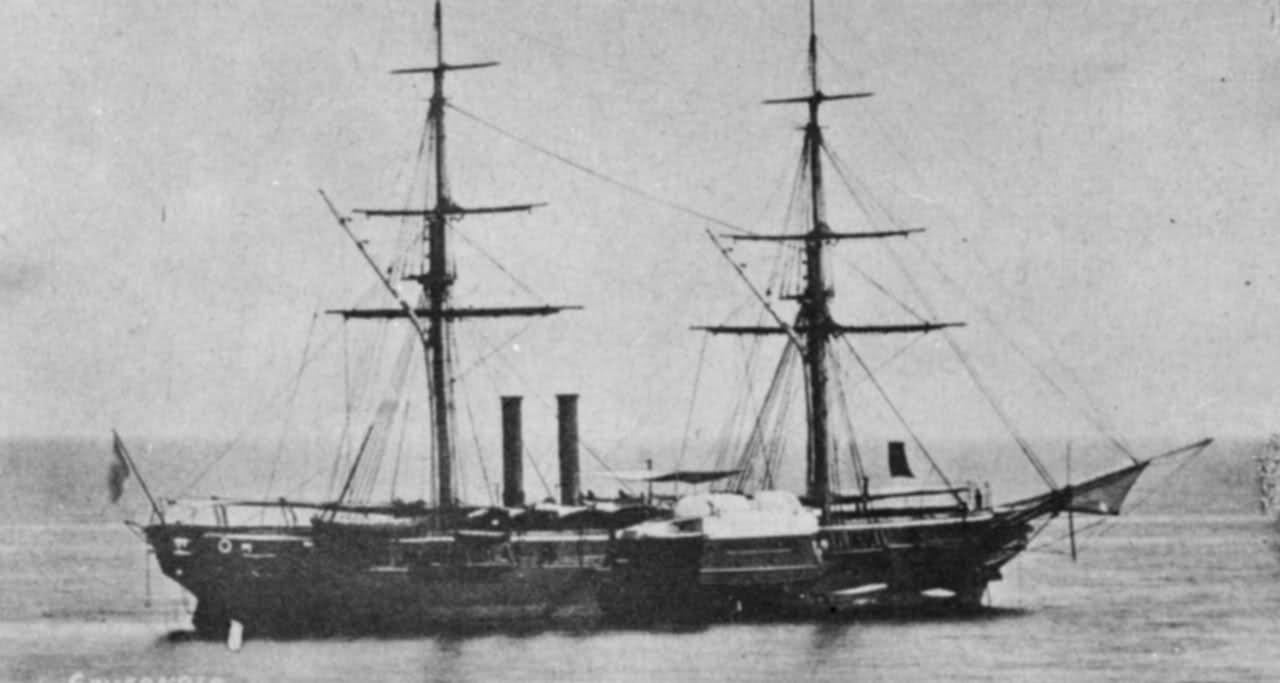
La pirofregata Governolo sulla quale La Marmora raggiunse da Genova la Crimea

Ad Alfonso La Marmora spettò l'obbligo di provvedere alla spedizione sia come ministro della guerra, sia come capo del contingente da inviare. Questo secondo incarico era stato dapprima destinato al duca di Genova, il fratello del Re, e La Marmora doveva essere il suo capo di stato maggiore, ma poi le condizioni di salute del duca si aggravarono. Il 10 febbraio 1855, lo stesso giorno dell'approvazione della Camera del trattato di alleanza, il duca morì e il comando passò definitivamente a La Marmora.
Costui chiamò attorno a sé gli uomini che aveva avuto modo di conoscere durante la prima guerra di indipendenza: a capo del suo stato maggiore il colonnello Agostino Petitti, a vice il maggiore Giuseppe Govone. A comandanti delle due divisioni mobilitate chiamò il fratello Alessandro e il generale Giovanni Durando. I modenesi Manfredo Fanti ed Enrico Cialdini e l'ex pontificio Rodolfo Gabrielli di Montevecchio ebbero comandi di brigata.
Il 25 aprile il corpo di spedizione, comprendente 18 058 uomini e 3 496 cavalli, iniziò a partire da Genova. Il 29 la pirofregata Governolo salpava dallo stesso porto recando a bordo La Marmora (che aveva ceduto a Giacomo Durando il ministero della guerra) e tutti gli ufficiali del suo stato maggiore. La notizia della spedizione si era intanto diffusa in tutta Italia e durante la traversata, per ordine di La Marmora, la Governolo entrò nel golfo di Napoli, rallentò la corsa e salutò con le artiglierie a salve la piazza, che rispose al saluto.
Arrivato a Costantinopoli (oggi Istanbul), La Marmora fu raggiunto da un dispaccio del comandante del Corpo inglese, lord Raglan, che lo invitava a sbarcare a Balaklava con il suo contingente. Il generale piemontese non apprezzò i toni del dispaccio ed ebbe un colloquio con l'ambasciatore britannico Stratford de Redcliffe, con il quale puntualizzò il proprio grado di comando, che avrebbe dovuto essere pari a quello degli altri generali alleati. Con costoro, d'altronde, La Marmora strinse subito ottimi rapporti, principalmente con i francesi François Canrobert e Louis-Jules Trochu, e con il britannico Colin Campbell, il cui accampamento confinava con quello piemontese.

#### Il colera e la battaglia della Cernaia

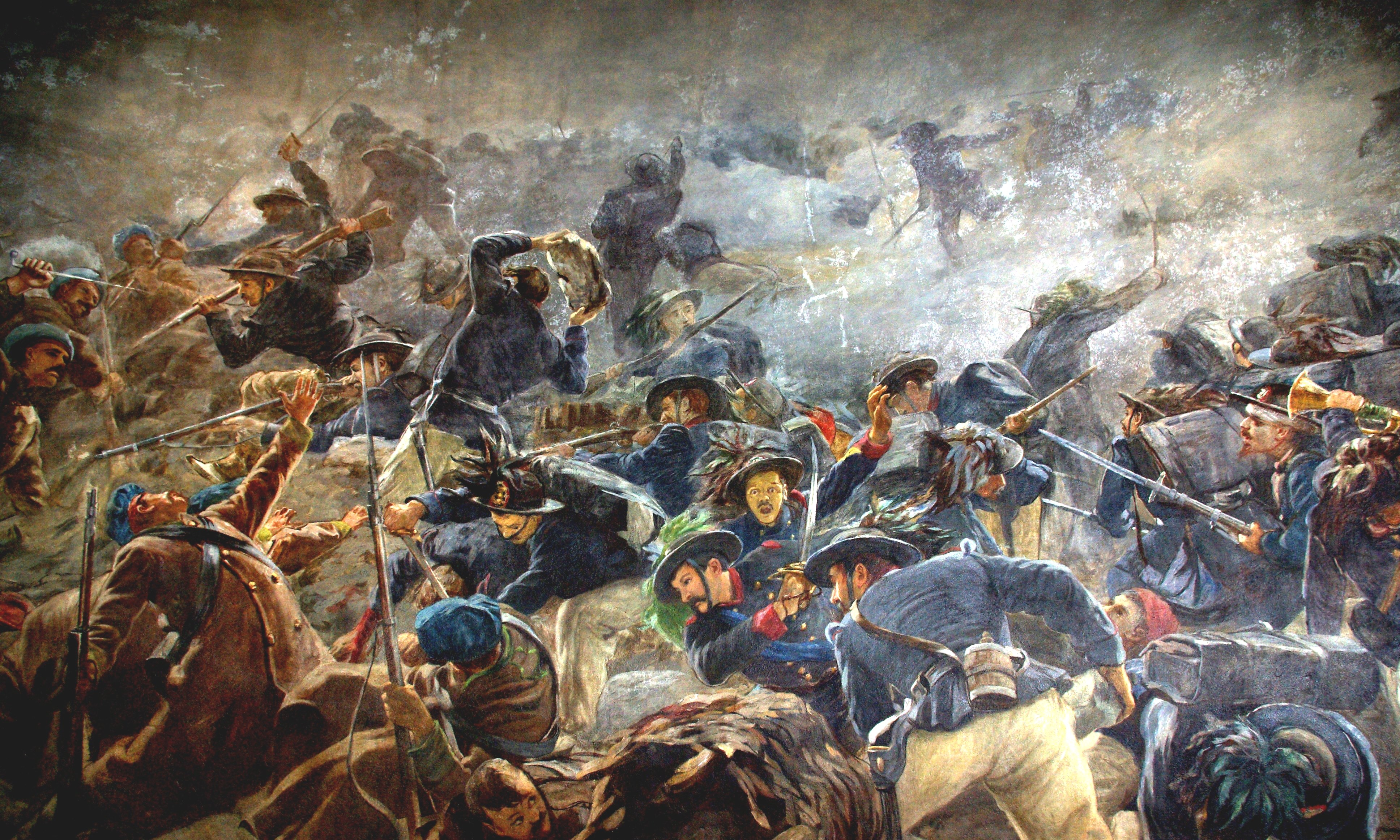
La Marmora comandò i piemontesi alla battaglia della Cernaia in cui i russi furono sconfitti

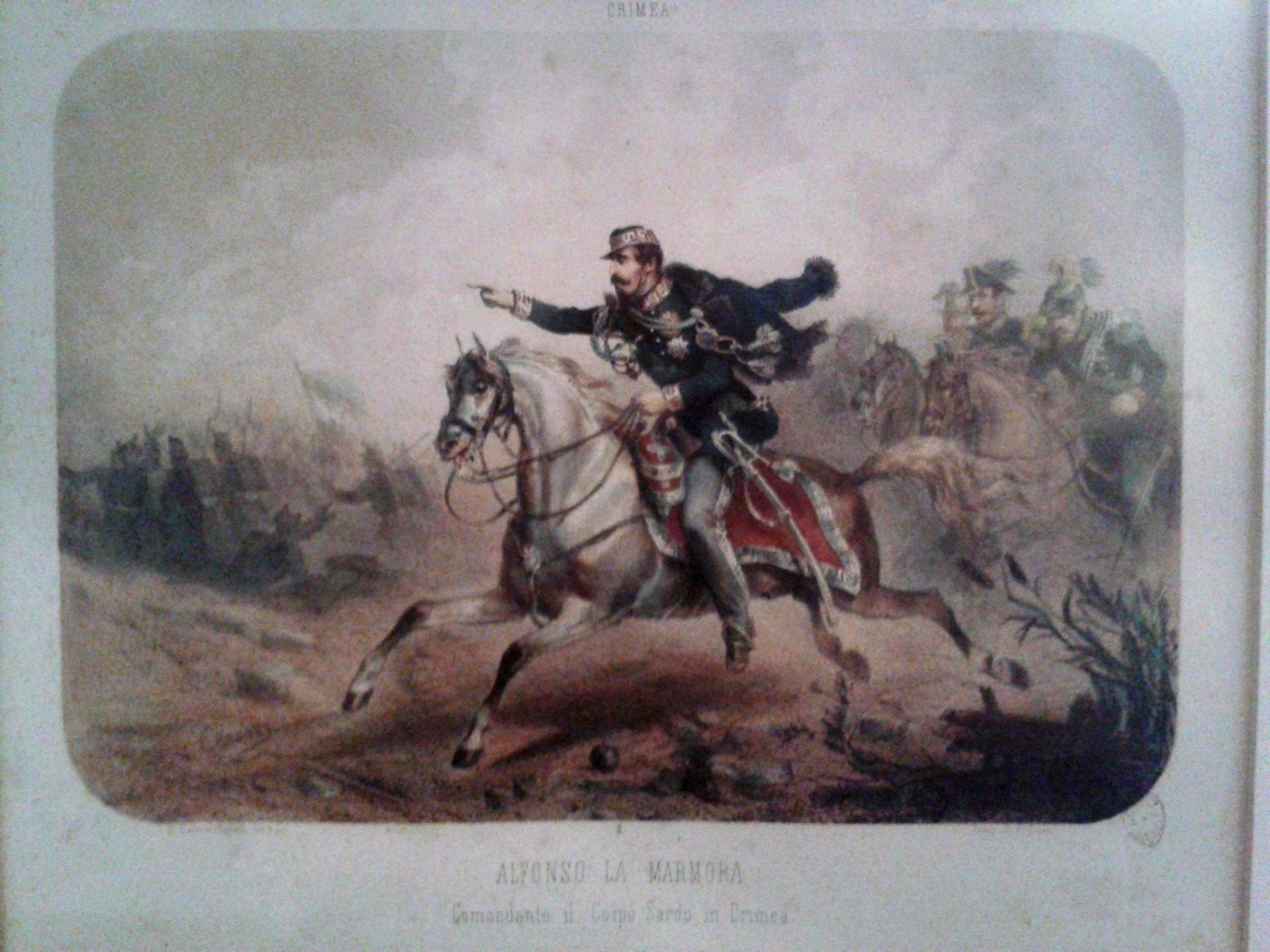
La Marmora sul campo di battaglia in Crimea in una stampa dell'epoca

Dopo una breve sosta a Costantinopoli, ai primi di maggio del 1855 i piemontesi sbarcarono a Balaklava, nella parte meridionale della penisola di Crimea, e di lì si recarono presso il villaggio di Kadykoj, accanto ai britannici. Qui dovettero però subito affrontare un nemico che già stava mietendo vittime nel contingente anglo-francese: il colera. Il 7 giugno erano già 869 i malati colpiti dal morbo del Corpo piemontese e 387 i morti, fra i quali, deceduto la notte prima, il generale Alessandro La Marmora, fratello di Alfonso.
Nonostante ciò, negli stessi giorni, i piemontesi si spostarono sul fiume Čërnaja (o Cernaia) a copertura del grosso delle truppe anglo-francesi che assediavano Sebastopoli. Un mese dopo, il 5 luglio, gli alleati decisero di sostituirli con i turchi. La Marmora rispose al comandante ottomano Omar Pascià di avere occupato le posizioni perché assegnategli di comune accordo e non le avrebbe cedute «senza fondati motivi e il suo assenso in congresso [alleato]»; si recò quindi dal comandante francese Aimable Pélissier e fece revocare l'ordine.
Dopo diverse settimane di relativa calma, a metà agosto i russi tentarono di liberare Sebastopoli dall'assedio con un forte attacco esterno e mossero contro le posizioni di copertura sulla Cernaia tenute dai francesi e dai piemontesi. Il 16 agosto si ebbe la battaglia. La Marmora si trovava sul posto fin dall'alba. L'attacco principale russo si concentrò sull'ala sinistra dello schieramento alleato tenuta dai francesi e poi si propagò verso il centro, mentre i piemontesi, sulla destra, subirono un'azione minore per quanto vigorosa. Gli uomini di La Marmora non solo respinsero l'attacco ma contribuirono alla vittoriosa resistenza delle truppe francesi bersagliando con l'artiglieria il fianco delle schiere russe. I piemontesi non ebbero perdite gravissime: 14 morti e 170 feriti (contro i 181 morti e i 1 200 feriti francesi), ma il generale Montevecchio morì a seguito delle ferite riportate nello scontro.
L'annuncio della vittoria fu dato a Torino da un telegramma di La Marmora a Cavour: 
(Alfonso La Marmora, telegramma al Ministero della Guerra del 16 agosto 1855.)
Con questa esperienza (soprattutto logistica) La Marmora poté constatare il valore del nuovo esercito piemontese, regalando a Cavour la possibilità di essere ammesso al congresso di Parigi che si tenne nel 1856.

#### Il viaggio a Parigi e a Londra

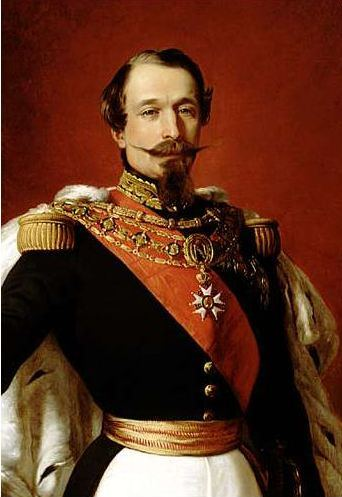
L'imperatore francese Napoleone III assicurò a La Marmora che il Piemonte avrebbe partecipato al congresso di pace alla stregua delle grandi potenze

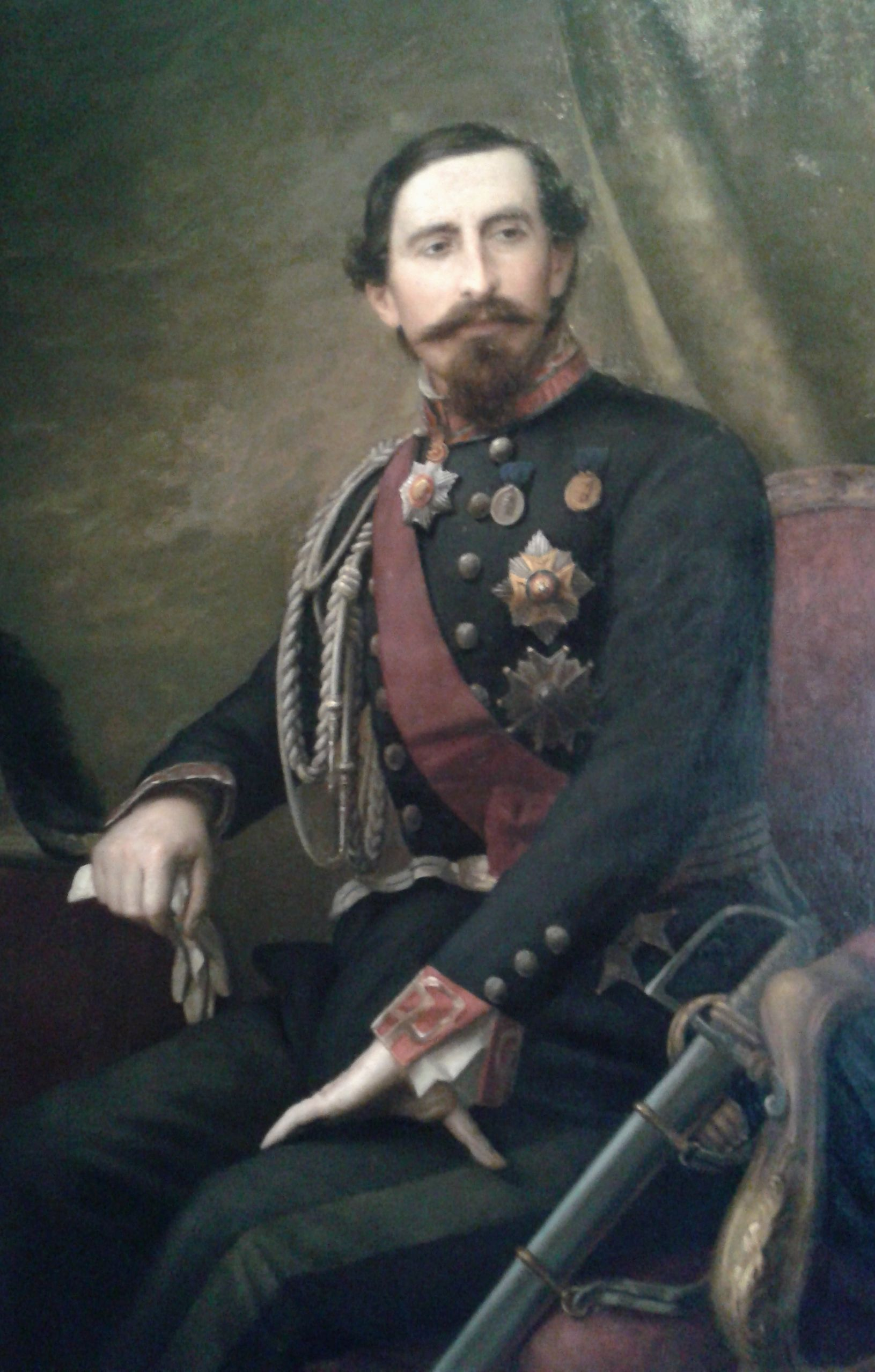
La Marmora fu considerato il maggiore responsabile del successo piemontese in Crimea

Approfittando di una pausa delle operazioni, i governi di Francia e Gran Bretagna stimarono opportuno convocare a Parigi un consiglio militare, il quale fu presieduto da Napoleone III. La Marmora fu chiamato a parteciparvi e lasciò provvisoriamente il comando al generale Giovanni Durando. Nel recarsi dalla Crimea alla Francia fece tappa a Torino dove fu accolto da Cavour, dai diplomatici delle potenze alleate e da una moltitudine di cittadini. Giunto a Parigi, al consiglio militare fece prevalere il disegno di trasferire una parte delle truppe nell'altopiano di Eupatoria e di là muovere a nord verso l'Istmo di Perekop allo scopo di tagliare le comunicazioni dei russi.
Recatosi a Londra, anche lì furono molte le espressioni di stima e gratitudine per La Marmora, da parte della regina Vittoria, del Primo ministro Palmerston, del ministro degli esteri Clarendon, di lord Russell e numerosi altri.
Iniziavano intanto i preparativi per la conferenza di pace e l'Austria, che costringeva la Russia a tenere una parte dell'esercito a guardia dei Balcani contribuendo così alla sua imminente sconfitta, rifiutò l'idea che i rappresentanti piemontesi fossero ammessi al Congresso a condizioni pari a quelle delle grandi potenze. La Marmora, trovandosi a Parigi, volle parlarne con il ministro degli esteri francese, il conservatore Alexandre Walewski, che rimase sulle medesime posizioni di Vienna nonostante il generale gli avesse parlato «très clairment» (dal francese: "molto chiaramente"). Tuttavia, lo stesso giorno, lo sconfortato La Marmora fu mandato a chiamare da Napoleone III che dopo averlo sentito gli assicurò che la posizione del Piemonte al Congresso sarebbe stata uguale a quella delle altre nazioni, e così fu.
Tornato in Crimea, La Marmora vi rimase fino alla conclusione della pace. Nel viaggio di ritorno in patria fece tappa a Costantinopoli dove ebbe dal sultano turco Abdülmecid I riconoscenti accoglienze. Sbarcò a Genova, che festeggiò il suo arrivo con slancio ed entusiasmo e, giunto a Torino, fu accolto da Vittorio Emanuele II, con il quale presenziò alla distribuzione delle medaglie ai soldati.

### Dalla Crimea alla seconda guerra di indipendenza
Per il successo della Campagna in Crimea La Marmora fu promosso generale d'armata. La regina Vittoria del Regno Unito gli conferì la gran croce dell'Ordine del Bagno, il sultano Abdülmecid quella di prima classe dell'Ordine di Mejīdiyye, la regina Isabella II di Spagna quella dell'Ordine di Carlo III, re Vittorio Emanuele II quella dell'Ordine militare di Savoia, e Napoleone III, che già negli anni precedenti gli aveva conferito la gran croce della Legion d'onore, lo insignì della Médaille militaire.
Nel 1856 La Marmora fu nuovamente posto a capo del Ministero della guerra nel secondo governo Cavour che era in carica dal maggio 1855. Appena rientrato nel suo ruolo di ministro, intendendo conciliare gli interessi delle finanze con quelli militari, si impegnò in due questioni principali: l'ammodernamento delle fortificazioni di Alessandria e il trasferimento dell'arsenale da Genova a La Spezia. Entrambe le proposte furono accettate dal parlamento e realizzate.
La Marmora fu costantemente rieletto nel collegio di Pancalieri, ma alle elezioni per la sesta legislatura del novembre 1857 gli fu preferito un altro candidato. Fortunatamente a Biella, nonostante avesse rifiutato la candidatura, il generale fu inserito nelle liste elettorali per iniziativa di alcuni sostenitori e lì ottenne una vittoria trionfale. La Marmora rimase quindi anche deputato al parlamento, condizione importante per svolgere l'incarico di ministro.

### Ministro durante la seconda guerra di indipendenza (1859)

#### Il ruolo nella conclusione dell'alleanza con la Francia

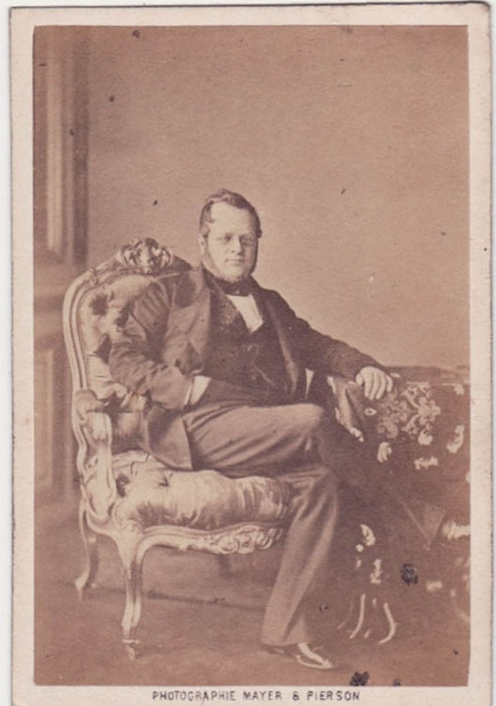
Cavour confermò La Marmora al ministero della guerra e lo fece partecipare alle trattative per l'alleanza con la Francia

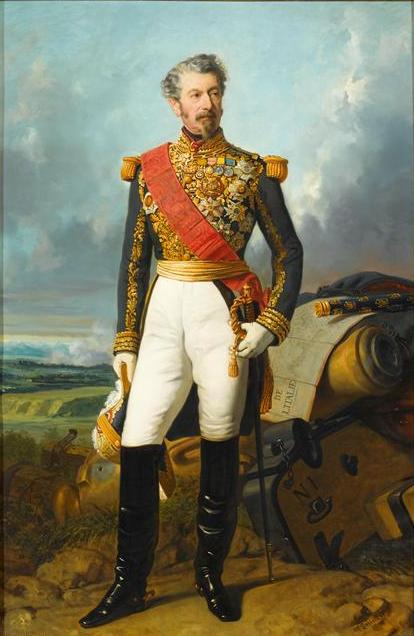
Il generale francese Adolphe Niel trattò con La Marmora la parte militare dell'alleanza

Cavour e Napoleone III cominciavano intanto a preparare la guerra contro l'Austria: il primo con lo scopo di allargare il dominio sabaudo a tutta l'Italia settentrionale, il secondo con quello di aumentare l'influenza della Francia sulla penisola e acquisire la Savoia.
Quando su questo disegno Vittorio Emanuele II diede il suo consenso a Cavour, l'unica persona alla quale fu svelato il progetto fu La Marmora che ricevette una dettagliata lettera da Cavour dopo il suo incontro con Napoleone III a Plombières. Nella lettera inviata da Baden il 24 luglio 1858 Cavour elencava tutti i punti dell'accordo che già delineavano quelli dell'alleanza sardo-francese conclusasi poi nel gennaio 1859.
Nello stesso periodo, in previsione di quella che sarebbe stata poi la seconda guerra d'indipendenza, Vittorio Emanuele II conferì nel 1858 a La Marmora la più alta onorificenza di Casa Savoia: l'Ordine supremo della Santissima Annunziata.
La Marmora partecipò alle trattative per la conclusione dell'alleanza ed ebbe l'incarico di trattare con il generale francese Adolphe Niel, che aveva conosciuto in Crimea, della parte militare. Nel testo dell'alleanza era stata inserita una clausola che, allo scopo di evitare pretesti rivoluzionari, stabiliva l'interdizione di corpi di volontari alla partecipazione della guerra. La Marmora, che invece voleva che da tutta l'Italia affluissero combattenti per la causa sabauda, concepì la formazione del Corpo dei Cacciatori delle Alpi, integrato nell'esercito piemontese. L'iniziativa consentì di aggirare la clausola e di far partecipare gli uomini di Giuseppe Garibaldi alla guerra.

#### Il ruolo nel conflitto con l'Austria
Disatteso l'ultimatum dell'Austria di smobilitare l'esercito piemontese al confine con il Lombardo-Veneto, la guerra scoppiò il 26 aprile 1859. L'esercito piemontese contava su cinque divisioni, a capo delle quali La Marmora aveva posto i rispettivi comandanti. Due erano piemontesi, Angelo Bongiovanni di Castelborgo (1802-1862) e Giovanni Durando; e tre erano provenienti dal Ducato di Modena: Manfredo Fanti, Enrico Cialdini (già comandanti di brigata in Crimea) e Domenico Cucchiari. A La Marmora fu offerto il comando riunito di due o più divisioni, ma egli non accettò, consentendo a Vittorio Emanuele II, comandante supremo, di disporre senza intermediari delle sue truppe.

##### Gli episodi in battaglia

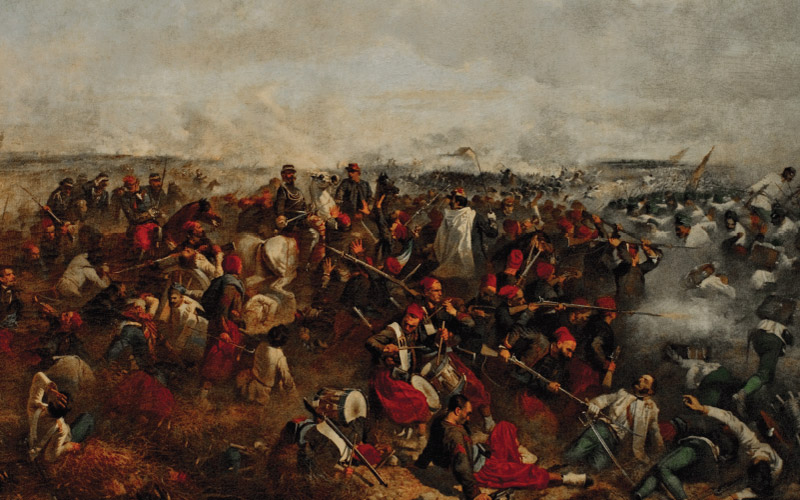
Sebbene non comandasse alcuna unità, nella battaglia di Palestro La Marmora si espose al fuoco nemico che gli uccise il cavallo che montava

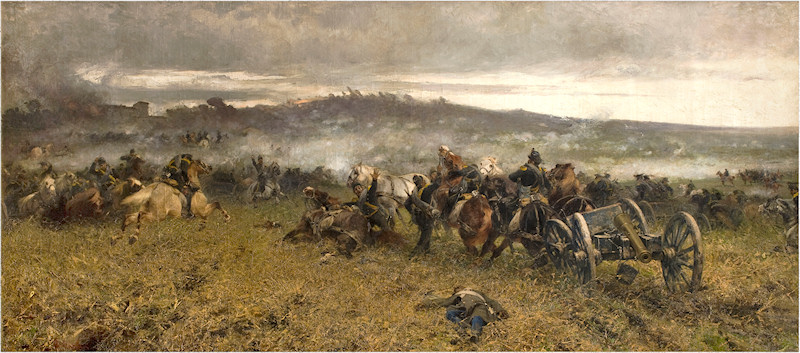
Nel contesto della battaglia di Solferino e San Martino a La Marmora furono affidate due brigate che il generale impiegò nel terzo attacco al colle di San Martino

La Marmora non ebbe quindi incarichi di comando nel conflitto, ma contribuì in diverse occasioni con la sua esperienza e con la sua autorità alla vittoria finale. Uno di questi episodi si verificò durante i primi giorni di guerra quando, in attesa dell'esercito francese, il Piemonte si trovava solo di fronte all'esercito austriaco. Le forze di Vittorio Emanuele II erano dislocate in posizione strategica nella zona di Alessandria, pronte ad intervenire a nord come a sud.
Ma il 3 maggio pervenne al quartier generale piemontese la notizia, poi rivelatasi falsa, che gli austriaci avevano passato il Po proprio nella zona di Alessandria, mettendo in pericolo le comunicazioni con l'esercito francese in arrivo. Vittorio Emanuele II dispose quindi la ritirata per la notte fra il 3 e il 4 di parte dell'esercito verso Acqui. Avutone notizia, La Marmora espose al Re le gravi conseguenze di abbandonare una posizione strategica così vantaggiosa senza avere avuto conferma della notizia, ma soprattutto paventò le gravi conseguenze politiche e sul morale della truppa di una ritirata all'inizio del conflitto. Vittorio Emanuele II rimase tuttavia fermo sulle sue posizioni e ordinò a La Marmora di tacere. A questo punto il generale francese François Canrobert, presente al consiglio di guerra (che aveva conosciuto La Marmora in Crimea) intervenne concordando con il ministro; e Vittorio Emanuele II, dopo ulteriori spiegazioni di La Marmora, si decise a revocare l'ordine. Stabilita l'inconsistenza della notizia, il giorno dopo il Re ringraziò per lettera il ministro.
Un altro episodio si verificò il 31 maggio, quando La Marmora contribuì con l'azione e avveduti consigli alla vittoria piemontese alla battaglia di Palestro riportata dalla 4ª Divisione del generale Cialdini. Nel corso dello scontro il ministro ebbe il cavallo che montava ucciso dal fuoco nemico.
Anche in occasione della battaglia di Solferino e San Martino del 24 giugno, La Marmora cercò di trovarsi sempre nei posti dove più la sua presenza poteva essere utile. Nel pomeriggio ebbe ordine da Vittorio Emanuele II di assumere il comando di alcune brigate che concorsero al terzo assalto piemontese. Al termine della giornata, il concorso piemontese alla vittoria francese fu notevole, ma mancò un'azione unitaria, dato che i comandanti risultarono tre: Vittorio Emanuele II, il suo capo di stato maggiore Enrico Morozzo Della Rocca e La Marmora.

### Il primo governo La Marmora (luglio 1859 - gennaio 1860)

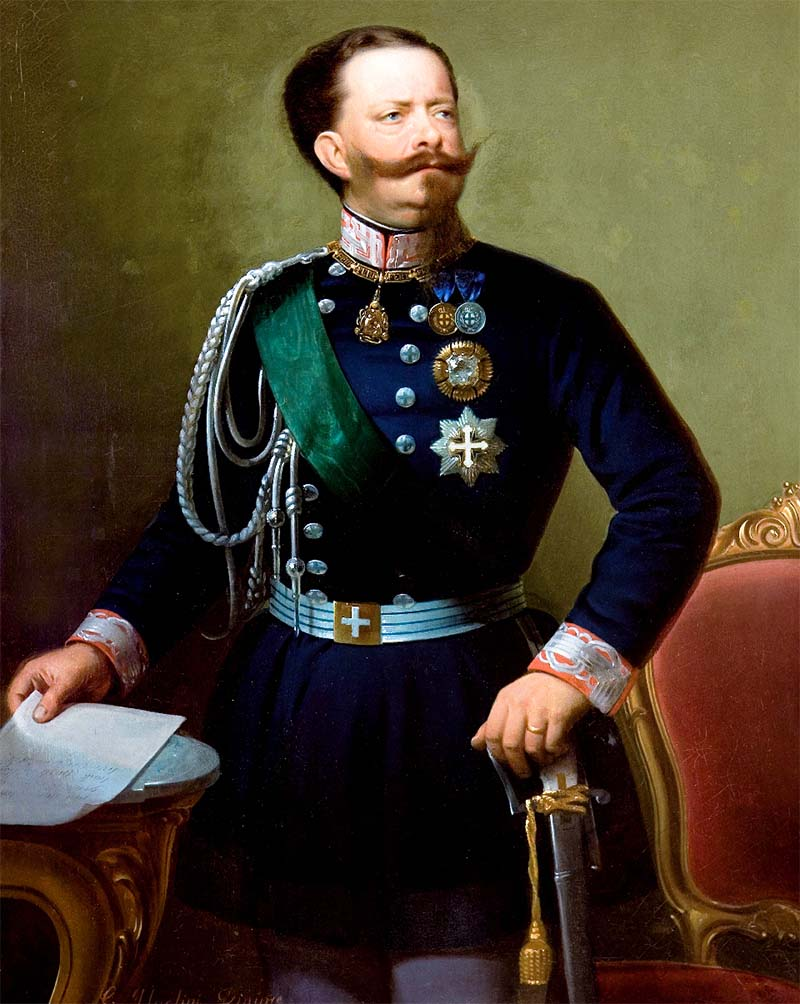
Dimessosi Cavour, Vittorio Emanuele II diede a La Marmora l'incarico di formare il suo primo governo

Dopo la vittoria di Solferino e San Martino, l'imperatore Napoleone III, preoccupato per le minacciose intenzioni della Prussia sul Reno, incontrò Francesco Giuseppe a Villafranca e firmò l'11 luglio 1859 un armistizio. Vittorio Emanuele II, suo malgrado, accettò l'accordo. Per il Piemonte svaniva la prospettiva della liberazione dell'intera Italia settentrionale e si profilava l'acquisizione della sola Lombardia. Cavour si dichiarò invece contrario alla pace e diede le dimissioni da presidente del Consiglio.
Per gestire la situazione fu chiamato a capo del governo La Marmora che, pur non sentendosi adatto all'incarico, accettò e formò il suo primo esecutivo. Il momento era difficile poiché i sovrani delle piccole monarchie dell'Italia centro-settentrionale erano stati spodestati da governi filopiemontesi, mentre la pace di Zurigo che seguì all'armistizio di Villafranca, prevedeva oltre alla cessione da parte dell'Austria della Lombardia, anche la reintegrazione di questi sovrani. Sta di fatto che nel Ducato di Modena, in quello di Parma, nel Granducato di Toscana e nella legazione pontificia di Bologna si erano costituiti dei governi liberali che Torino non voleva abbandonare e che Cavour aveva incitato a difendersi contro eventuali attacchi degli ex regnanti.
La circostanza di un intervento francese o austriaco, anche indiretto, a sostegno della restaurazione non era in effetti da escludersi. In una situazione così complessa il governo La Marmora, politicamente piuttosto eterogeneo, si dimostrò alquanto debole. Il presidente del Consiglio e il ministro degli esteri Dabormida attuarono una politica di prudenza accondiscendente nei confronti di Napoleone III. Non si oppose a questa politica neppure Urbano Rattazzi, ministro dell'interno, l'uomo politicamente più influente dell'esecutivo.
Intanto i governi filopiemontesi chiedevano di poter mandare delle deputazioni a Torino per l'annessione dei loro territori al Regno di Sardegna, situazione che mise ancora più in imbarazzo La Marmora, il quale propose all'ex presidente del Consiglio Massimo d'Azeglio di sostituirlo. Quest'ultimo rifiutò e La Marmora si rivolse allora a Cavour, riscontrando in lui l'unica figura che avrebbe potuto risolvere la delicata situazione.
Il 21 gennaio 1860 il terzo governo Cavour firmò e in poco tempo il nuovo presidente del Consiglio riuscì a risolvere tutte le questioni sospese: il Regno di Sardegna (oltre alla Lombardia) acquisiva i Ducati (di Modena e Parma), il Granducato di Toscana e la Legazione delle Romagne, compensando la Francia dell'aiuto militare fornito con la Savoia e Nizza.

### Fra il primo e il secondo governo La Marmora (1860-1864)
Dopo il ritorno di Cavour alla presidenza del Consiglio, La Marmora, il 25 marzo 1860, fu richiamato al servizio militare attivo e gli venne affidato il 2º Corpo d'armata (a Milano), quello che avrebbe dovuto affrontare subito il nemico in caso di invasione austriaca.
Ma erano gli eventi come la spedizione dei Mille e l'acquisizione al Regno di Sardegna delle Marche e dell'Umbria pontificie a mobilitare l'attenzione in quel periodo. In questo contesto, di formazione del Regno d'Italia, La Marmora fu inviato a Berlino in occasione dell'ascesa al trono del re Guglielmo I di Prussia. La visita, che si compì nel gennaio 1861, fu voluta da Cavour che auspicava un'alleanza italo-prussiana in una visione antiaustriaca. Negli stessi giorni La Marmora, candidato alle elezioni per l'ottava legislatura, fu riconfermato al seggio di Biella.
Governava in quel periodo Cavour con il suo quarto governo. Ministro della guerra era stato nominato Manfredo Fanti che dovette riorganizzare l'esercito in seguito alla nascita del Regno d'Italia il 17 marzo 1861. Fanti, per fronteggiare la mancanza di ufficiali superiori, fu costretto ad accrescere il numero di soldati dei battaglioni e dei reggimenti, venendo meno ad una delle regole della riforma di La Marmora che voleva unità piccole e mobili. Per questo motivo, il 23 marzo 1861, La Marmora chiese alla Camera un voto di sfiducia al governo. La manovra fallì, ma già nel 1862 il nuovo ordinamento di Fanti venne cambiato e si ritornò ai reggimenti di quattro battaglioni con quattro compagnie ciascuno.
Il 6 giugno 1861, intanto, moriva Cavour: la politica italiana del tempo perdeva la guida del suo più grande statista. Vittorio Emanuele II dava l'incarico di formare il suo primo governo a Bettino Ricasoli.

#### Al comando del 6º Corpo a Napoli

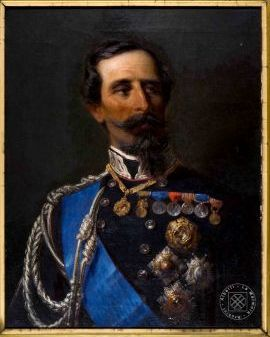
Fra il 1861 e il 1864 La Marmora conseguì notevoli successi nella lotta al brigantaggio meridionale

Il nuovo governo fu impegnato ad affrontare i gravi problemi dell'Italia unita: la delicata situazione economica e il brigantaggio meridionale. In merito a quest'ultimo problema, in dieci mesi era stata fatta a Napoli l'esperienza di quattro luogotenenze e Ricasoli decise di porre termine a quella istituzione che non aveva portato i risultati sperati. L'ultimo luogotenente era stato il generale Enrico Cialdini, accusato di aver condotto le operazioni con eccessiva violenza.
Per questo, nell'ottobre 1861, La Marmora fu inviato dal governo ad assumere il comando del 6º Corpo d'armata a Napoli, che estendeva la sua giurisdizione a tutte le regioni meridionali. Contestualmente otteneva anche la nomina a prefetto di Napoli e della sua provincia. 
La Marmora comprese che contro il brigantaggio i soli mezzi militari erano insufficienti e che sarebbero stati necessari anche interventi politici. Si fece carico, per esempio, di sensibilizzare sull'argomento sia il governo italiano sia le autorità francesi che difendevano sul posto lo Stato Pontificio. Uno dei problemi principali consisteva nel fatto che i briganti inseguiti riparavano entro i confini della Chiesa e nulla si poteva più contro di loro. I negoziati che si aprirono, tuttavia, non raggiunsero lo scopo.

##### L'impresa garibaldina dell'Aspromonte

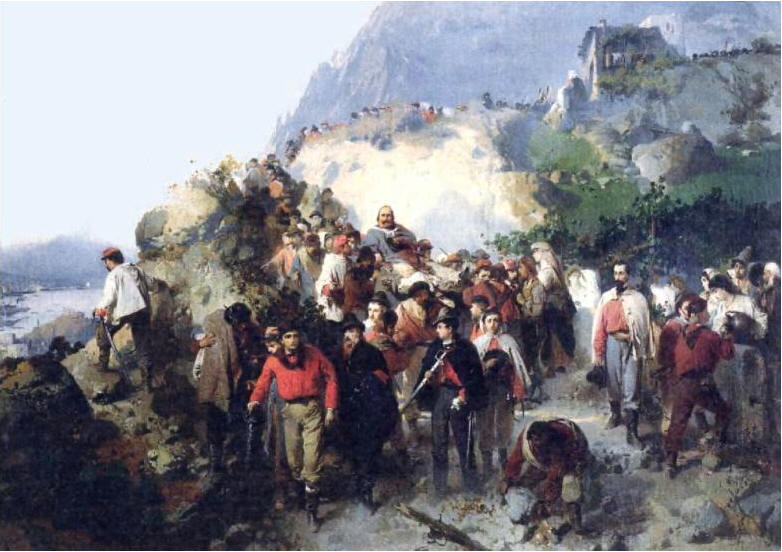
Per evitare una guerra con la Francia, che proteggeva il Papa, nel 1862 La Marmora dispose di fermare Garibaldi che aveva deciso di liberare Roma: ne scaturì la giornata dell'Aspromonte

Al governo Ricasoli era frattanto succeduto, il 3 marzo 1862, quello presieduto da Urbano Rattazzi. Il nuovo esecutivo dovette affrontare subito vari problemi, fra cui quello di Giuseppe Garibaldi, deciso a cacciare i francesi e il Papa da Roma. Questo tentativo, che avrebbe potuto portare a una guerra con la Francia, si verificò quando, il 25 agosto, l'eroe dei due mondi sbarcò alla testa di 3000 uomini in Calabria.
La Marmora, quale comandante dell'esercito in quella parte d'Italia, deciso a non consentire che qualcuno si sostituisse al Re nella guida del compimento dell'unità nazionale, dispose che Garibaldi fosse fermato. Gli ordini relativi portarono alla "giornata dell'Aspromonte" del 29 agosto. Quale prefetto di Napoli, inoltre, dispose per il mantenimento della pubblica quiete, esagerando però nello zelo al momento di ordinare l'arresto di alcuni deputati simpatizzanti di Garibaldi; per il quale spiacevole episodio si assunse poi tutte le responsabilità.

##### La lotta al brigantaggio

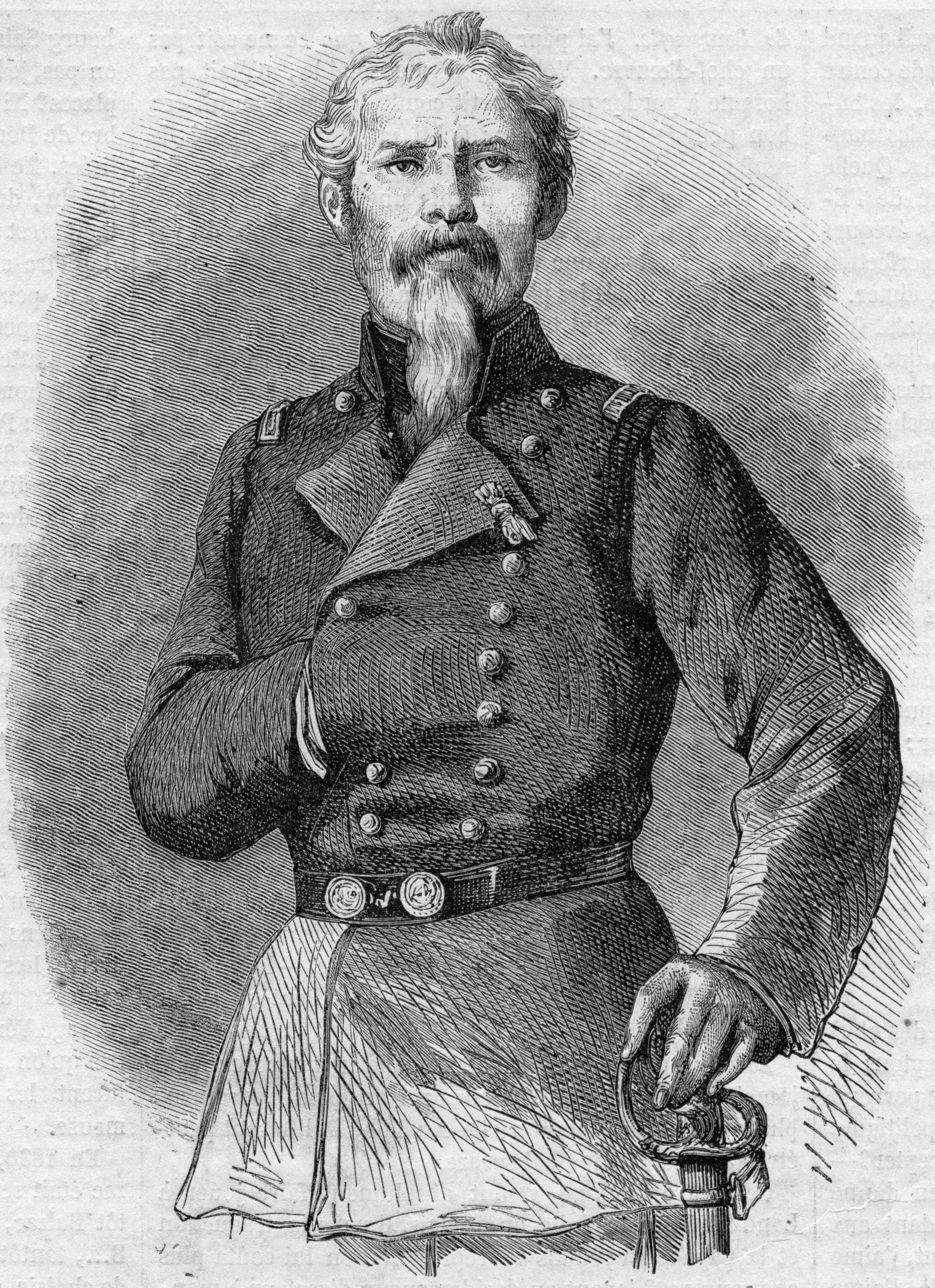
La cattura dell'ex generale spagnolo José Borjes fu il successo più importante conseguito da La Marmora nella lotta al brigantaggio

Il fenomeno del brigantaggio, intanto, si era diffuso in varie regioni dell'Italia meridionale. Era più presente nella Capitanata, in Basilicata, nel beneventano e nella Terra di Lavoro. La Marmora prescrisse alle truppe un'attività continua e usò rigore inflessibile nei provvedimenti contro i militari colpevoli ai suoi occhi di debolezza o inettitudine. Fu contrario a entrare in trattative con i briganti e frequentemente lasciava Napoli per effettuare di persona le perlustrazioni. Fu criticato e accusato di essere accentratore; rispose di aver suddiviso il territorio in zone e sottozone, i comandanti delle quali venivano da lui spronati a prendere la più vigorosa iniziativa ed encomiati quando sapevano prenderla al momento opportuno.
Fra i successi del periodo di La Marmora ci fu quello della cattura presso il confine pontificio dell'ex generale spagnolo José Borjes, ingaggiato da Francesco II di Borbone in esilio, allo scopo di riconquistare il regno perduto e distintosi in numerose operazioni belliche con il capobrigante lucano Carmine Crocco. Dopo la resa, e senza processo, Borjes fu fucilato dai bersaglieri l'8 dicembre 1861. L'atto fu criticato dai liberali, non solo italiani.

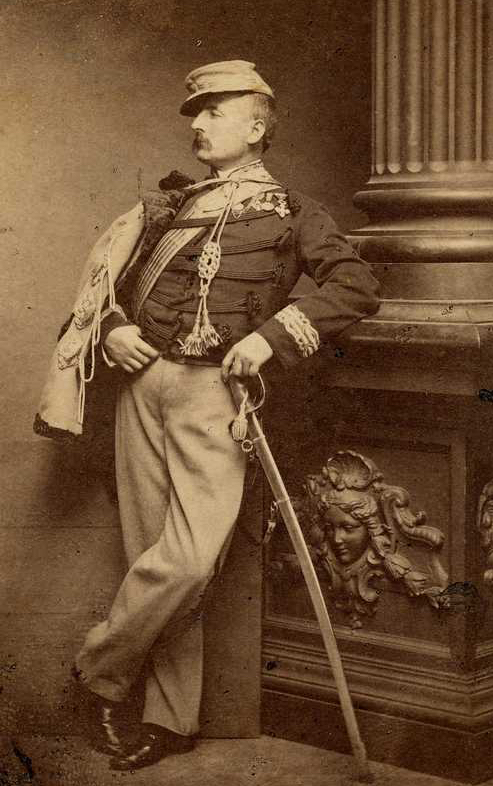
Nino Bixio fu uno dei componenti della commissione parlamentare che dovette giudicare l'operato di La Marmora nel Mezzogiorno

Date le circostanze e vista la persistenza del fenomeno, oltre che per trovare una soluzione al problema oggetto di numerosi dibattimenti parlamentari, il presidente del Consiglio Urbano Rattazzi chiese a La Marmora di fornire al governo chiarimenti. La Camera dei deputati, per conto suo, deliberò quasi unanimemente un'inchiesta sul brigantaggio. I nove deputati prescelti a comporre la commissione d'inchiesta furono: Giuseppe Sirtori, Achille Argentino, Antonio Ciccone, Donato Morelli e Giuseppe Massari di Destra; Nino Bixio e Stefano Castagnola di Centrosinistra; Stefano Romeo e Aurelio Saffi di Sinistra.
La commissione, che si formava inevitabilmente anche per valutare e giudicare il lavoro di La Marmora, si costituì il 17 dicembre 1862 e si recò a Napoli. La Marmora fu interrogato per due giorni consecutivi e nel recarsi alle deposizioni, per rispetto ai deputati, indossò la divisa di gala. Rispose senza reticenze a tutte le domande, individuando le colpe sia nel governo del Paese, sia nella popolazione. La commissione partì da Napoli e si spostò, sempre scortata dagli uomini di La Marmora, nelle zone dove divampava il brigantaggio. Concluse dopo mesi di indagini i suoi lavori e unanimemente, fra le altre osservazioni riportate nella relazione finale, fece le lodi dell'esercito e del suo comandante.

#### Contro la convenzione di settembre
Il sostegno che i briganti ottenevano dallo Stato Pontificio legava la questione del brigantaggio a quella romana e agli inizi del 1864, quando la salute di papa Pio IX sembrò aggravarsi, La Marmora scrisse al presidente del Consiglio Marco Minghetti consigliandogli di sfruttare la circostanza per risolvere il problema di Roma. La Marmora si offrì quindi di partire per Parigi e trattare con Napoleone III che aveva ereditato dai regimi precedenti il compito della difesa dello Stato Pontificio.
Minghetti sosteneva l'idea (ripresa da un piano di Cavour) di una convenzione con la Francia che prevedesse lo spostamento da parte dell'Italia della capitale da Torino in altra città che non fosse Roma, dichiarando di rinunciare a quest'ultima. In cambio la Francia avrebbe smobilitato le sue truppe dallo Stato Pontificio. La Marmora era d'accordo ma, diversamente da Minghetti, sosteneva la necessità di una rettifica delle frontiere a favore dell'Italia.
Egli partì quindi per Parigi in missione esplorativa e il 15 agosto 1864 ebbe un lungo colloquio con Napoleone III e il giorno successivo con il suo ministro degli esteri Édouard Drouyn de Lhuys. Il 15 settembre fu stipulata la convenzione con la quale le parti accettarono il piano di Minghetti, senza modifica alle frontiere: La Marmora si dichiarò sostanzialmente contrario. Dello stesso parere fu il popolo di Torino che si vide defraudato della capitale e insorse.
Alla rivolta, l'esercito agì con decisione, provocando la cosiddetta strage di Torino, alla quale seguì la caduta del governo Minghetti e la convocazione da parte di Vittorio Emanuele II di La Marmora per la formazione di un nuovo esecutivo. Raggiunto in Svizzera dal telegramma del Re, La Marmora si recò subito a Torino.

### Il secondo e il terzo governo La Marmora (1864–1866)
La Marmora si accinse a guidare il suo secondo governo, che fu composto oltre che dai piemontesi Alfonso Petitti, Giovanni Lanza e Quintino Sella, anche dai lombardi Luigi Torelli e Stefano Jacini, e dai meridionali Giuseppe Vacca e Giuseppe Natoli. Il 28 settembre 1864 l'esecutivo era formato e La Marmora assumeva oltre alla presidenza del Consiglio anche il Ministero degli affari esteri.

#### La gestione della convenzione di settembre
L'impegno iniziale dell'esecutivo fu indirizzato verso la pacificazione nazionale per i fatti di Torino e il trasferimento della capitale da questa città a quella che fu prescelta a sostituirla: Firenze. La convenzione di settembre, disponendo la smobilitazione delle truppe francesi dallo Stato Pontificio, rendeva più vicino lo scioglimento della questione romana. I francesi, d'altro canto, accusarono gli italiani di tramare a favore di un'annessione di Roma e il ministro degli esteri Drouyn de Lhuys inviò una nota di protesta al governo La Marmora. Tramite l'ambasciatore a Parigi, La Marmora il 7 novembre così rispose:
(Dalla nota di La Marmora all'ambasciatore italiano a Parigi Costantino Nigra del 7 novembre 1864.)
Benché non l'avesse inizialmente approvata, La Marmora difese la convenzione di settembre poiché il Re l'aveva accettata e sarebbe stato fatale tornare indietro. Sostenne questo punto di vista in un discorso al parlamento il 12 novembre e le due Camere approvarono la proposta di legge che consentiva di rendere effettiva la Convenzione. La capitale fu quindi spostata da Torino a Firenze.

#### L'unificazione amministrativa e del codice civile
Durante il secondo esecutivo La Marmora si proseguì con l'unificazione legislativa di tutto il Regno d'Italia. Negli anni precedenti era stata realizzata l'unificazione doganale, monetaria, finanziaria e scolastica. Con la legge del 20 marzo 1865 fu attuata l'unificazione amministrativa e con quella del 20 aprile l'unificazione del codice civile, mentre non fu possibile arrivare a quella del codice penale, poiché la Camera dei deputati si pronunciò contro la pena di morte e il Senato, come La Marmora, a favore.

#### Il riconoscimento dell'Italia da parte della Spagna

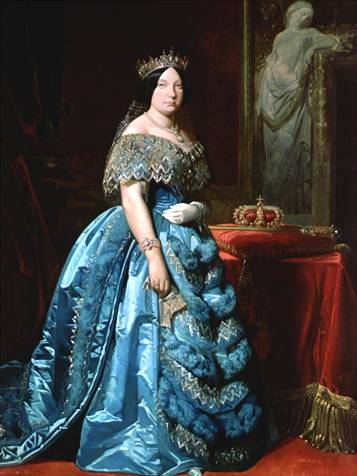
Sollecitata da La Marmora, la regina Isabella II di Spagna nel 1864 aprì la via al riconoscimento del Regno d'Italia, abbandonando il precedente sostegno allo Stato Pontificio e ai filoborbonici

Più personale per La Marmora fu il successo che portò la Spagna a riconoscere l'Italia. Nel 1864, infatti, la Spagna cattolica e borbonica, a causa delle perdite territoriali del Papa e della scomparsa del Regno delle Due Sicilie, non aveva ancora riconosciuto il Regno d'Italia.
La Marmora valutò gli effetti positivi che sarebbero derivati dal riconoscimento: ne sarebbe scaturito l'indebolimento internazionale dello Stato Pontificio e la possibilità di accelerare la soluzione della questione romana. Per cui, quando seppe che dopo la convenzione di settembre le diffidenze della Spagna nei confronti dell'Italia erano cresciute, fece osservare che riconoscendo l'Italia, la Spagna si sarebbe riconciliata con l'opinione liberale d'Europa, togliendo all'opposizione interna un'arma contro lo stesso governo della regina Isabella II.
A Madrid La Marmora ebbe il sostegno di uno dei principali personaggi dell'opposizione spagnola, Salustiano Olózaga (1805-1873), che approvò pubblicamente il trattato della convenzione di settembre. Fu così che nel discorso inaugurale al parlamento della fine del dicembre 1864, la Regina non fece alcuna allusione al potere temporale del Papa, adoperando invece per la prima volta la parola "Italia".
Intanto i rappresentanti del Papa e dell'ex re del Regno delle Due Sicilie Francesco II (parente della regina spagnola) si attivarono per dissuadere Isabella II dall'acconsentire al riconoscimento. Il ministro degli esteri spagnolo Manuel Bermúdez de Castro y Díez (1811-1870) decise per una formula cautelativa del riconoscimento. Ma La Marmora chiese un riconoscimento pieno del Regno d'Italia, così come avevano fatto altre nazioni cattoliche come il Portogallo e il Belgio.
Il 5 luglio 1865 il generale affermò che il riconoscimento significava essenzialmente il ristabilimento delle relazioni diplomatiche e che i fatti avevano già abbastanza provato che gli interessi religiosi non erano compromessi dalla costituzione dell'Italia a nazione e inoltre che la convenzione di settembre riguardava esclusivamente le due parti contraenti. Bermúdez de Castro non parve inizialmente convinto delle dichiarazioni di La Marmora, ma dopo ulteriore esame le giudicò soddisfacenti, dando così il nulla osta al riconoscimento del Regno d'Italia. Fu un notevole successo della politica italiana e un duro colpo per i reazionari clericali del Paese.

#### Le crisi di governo
Nella compagine governativa, intanto, il ministro dell'interno Giovanni Lanza per divergenze con il ministro delle finanze Quintino Sella, il 1º settembre 1865 si dimetteva. La Marmora chiese allora a Giuseppe Saracco di sostituirlo, ma costui si rifiutò. Accettò invece, dopo alcuni giorni di esitazione, Giuseppe Natoli, ministro dell'istruzione, che acquisì ad interim anche il ministero dell'interno.
Sventata la caduta del governo, La Marmora attese i risultati delle successive elezioni che si tennero a settembre e che aprirono la seconda legislatura dalla nascita del Regno d'Italia (la 9ª dallo Statuto albertino). I risultati non diedero la possibilità di formare una solida maggioranza e si aprì un periodo di sedute concitate e burrascose. I provvedimenti di Quintino Sella che miravano a contrastare il disavanzo incontrarono un'opposizione vivissima. Tanto che il ministro delle finanze fu costretto a dimettersi e con lui, il 31 dicembre 1865, tutti i componenti del governo.
La Marmora si recò dal Re, il quale accettò le sue dimissioni e, volendo proseguire l'indirizzo politico del governo dimissionario, invitò lo stesso generale a formare il nuovo esecutivo. Il nodo da sciogliere fu il nome del ministro delle finanze che avrebbe dovuto non solo affrontare una situazione economica pessima, ma anche l'approssimarsi di una nuova e dispendiosa guerra con l'Austria. La Marmora chiese di assumere il gravoso compito ad Antonio Scialoja che il 5 gennaio 1866 accettò. Assieme a Scialoja, La Marmora scelse il nuovo ministro della giustizia che fu Giovanni De Falco, campano come Scialoja. Si formò così il terzo governo La Marmora che ebbe fra i suoi componenti anche alcuni ministri del governo precedente, oltre ai piemontesi Domenico Berti alla pubblica istruzione e all'industria, e il generale Ignazio De Genova di Pettinengo alla guerra.

#### Le trattative per l'alleanza con la Prussia

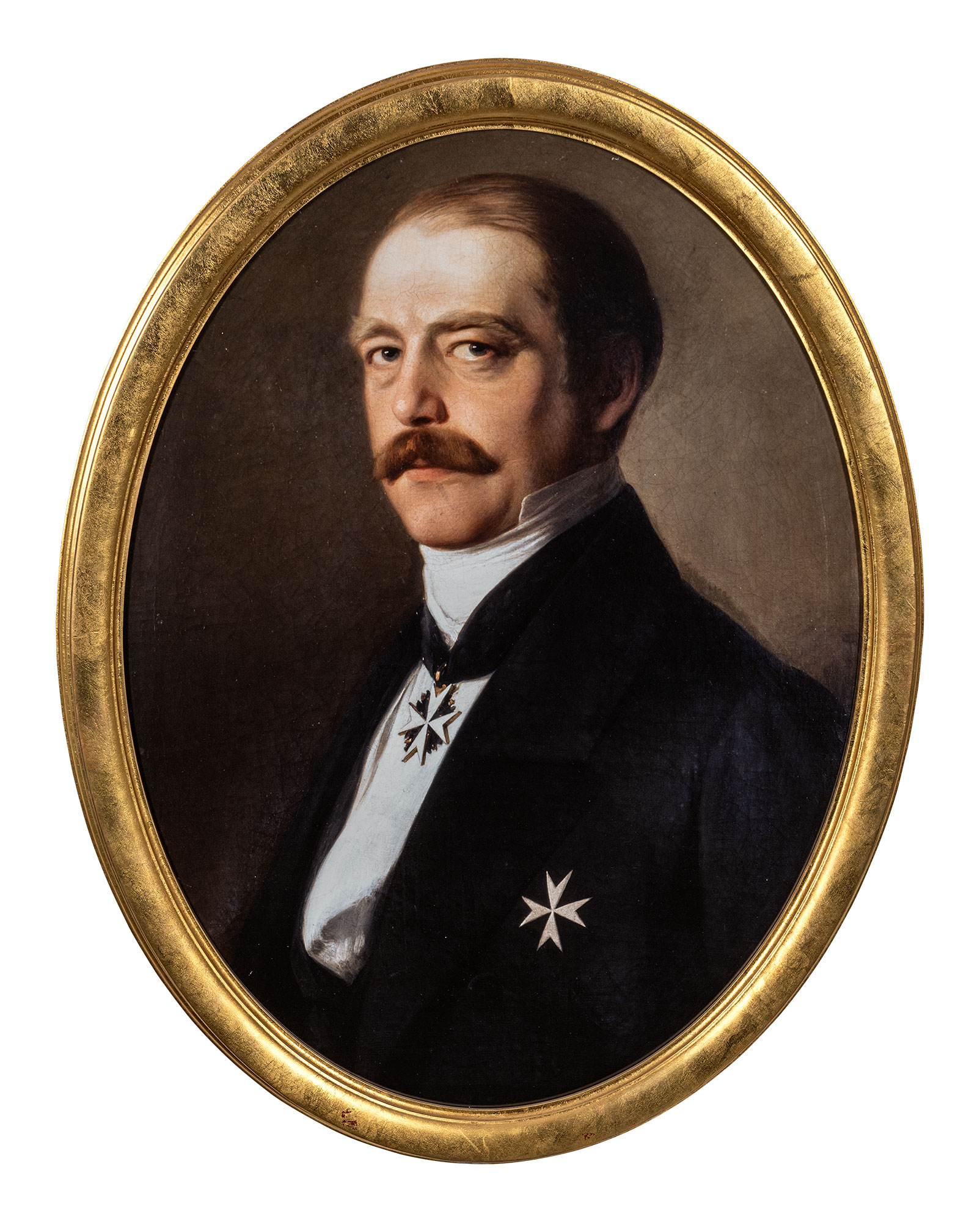
Il cancelliere prussiano Otto von Bismarck nel 1866 propose all'Italia un'alleanza contro l'Austria

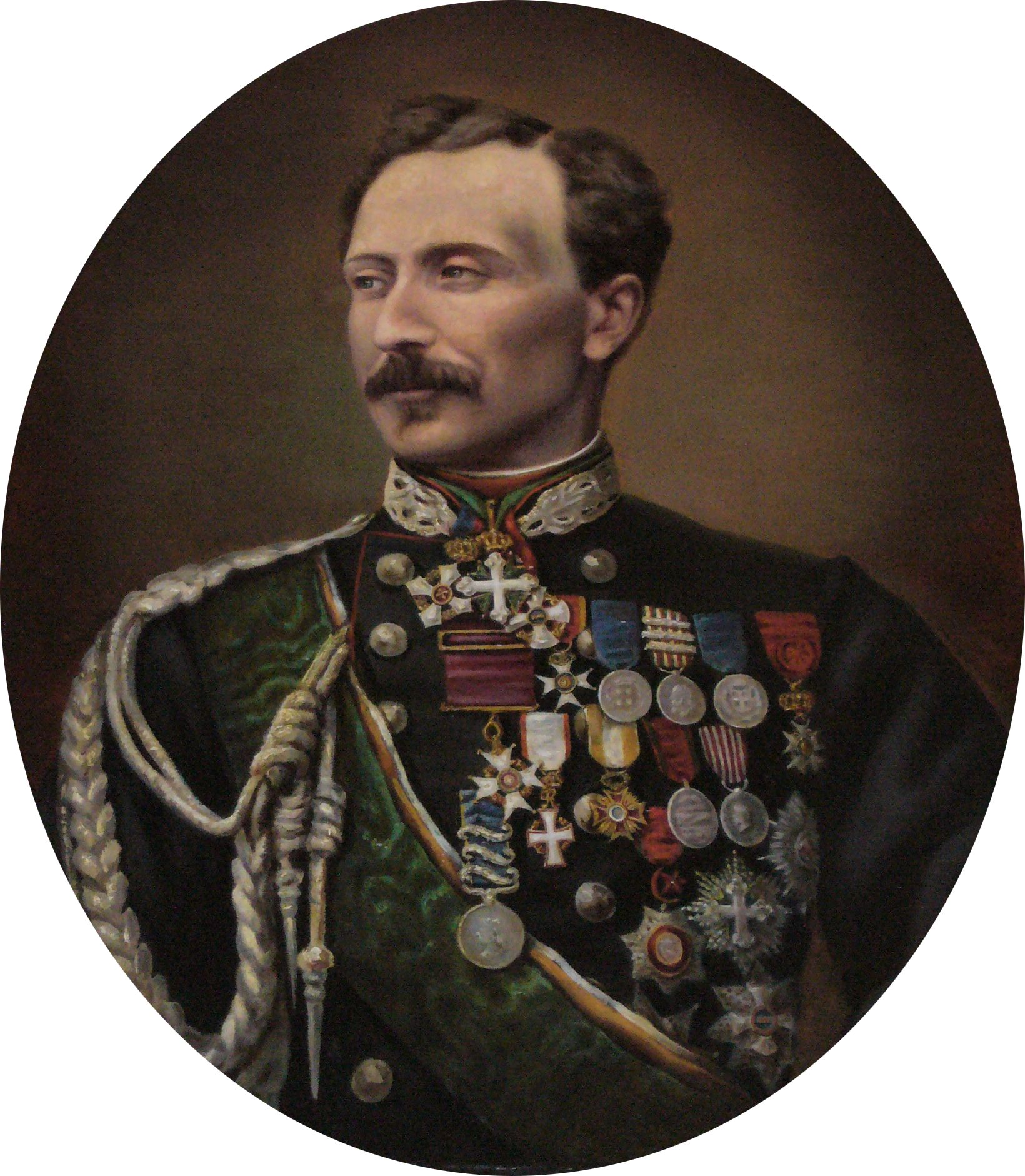
La Marmora inviò a Berlino uno dei suoi uomini di fiducia, il generale Giuseppe Govone

In Europa, intanto, maturavano i tempi per un'altra guerra contro l'Austria. La Prussia del cancelliere Otto von Bismarck, infatti, si dimostrava sempre più insofferente alla tutela austriaca sulla Germania che il Congresso di Vienna aveva stabilito nel 1815.
Bismarck voleva la guerra e, potendo contare sulla neutralità di Russia e Gran Bretagna si assicurò che anche la Francia non sarebbe intervenuta a favore dell'Austria.
Anche l'Italia aspirava ad una resa dei conti con l'Austria per completare la sua unità nazionale e già ai primi di ottobre del 1865 La Marmora aveva autorizzato il conte Alessandro Malaguzzi Valeri (- 1896) a trattare con Vienna per una cessione del Veneto all'Italia in cambio di un miliardo di lire, potendo contare sull'esistenza di un partito austriaco favorevole a tale accordo. Ma la missione fallì.
Nel febbraio del 1866 la questione ritornò quando Bismarck chiese al governo italiano uno scambio di alti ufficiali per trattare argomenti militari. Sembrava che la Prussia avesse deciso di attaccare l'Austria e voleva assicurarsi l'appoggio dell'Italia. La Marmora inviò il generale Giuseppe Govone che però tornò in patria con una proposta di Bismarck piuttosto generica, tale da apparire solo una manovra politica contro l'Austria.
Falliva intanto anche un'altra possibilità di risolvere la faccenda diplomaticamente. Nello stesso febbraio si era aperta infatti la possibilità che l'Austria, a causa di disordini che erano scoppiati nei Principati danubiani (la futura Romania), potesse acquisire questi territori. In cambio avrebbe ceduto il Veneto all'Italia. Ma la Russia e la Gran Bretagna erano contrari. D'altronde anche La Marmora aveva non pochi dubbi sulla fattibilità dello scambio; vi si opponeva il sentimento di indipendenza che era stato uno dei dogmi del Risorgimento e la tenuta degli interessi italiani nei Balcani.
In Francia, nel frattempo, se il ministro degli esteri Drouyn de Lhuys, continuava ad avere un atteggiamento filoaustriaco, diversamente Napoleone III incoraggiava il governo italiano a concludere il trattato, seppure generico, con la Prussia. L'azione dell'imperatore francese fu decisiva e il 28 marzo 1866 La Marmora telegrafò all'ambasciatore italiano a Berlino, Giulio Camillo De Barral de Monteauvrand (1815-1880) sulla favorevole impressione che il trattato proposto da Bismarck aveva incontrato a Firenze.
Dopo aver avuto il mandato da Vittorio Emanuele II, La Marmora aveva gestito le trattative nella più completa segretezza: fra i ministri solo Stefano Jacini ne era stato a conoscenza e neanche l'ambasciata prussiana a Firenze era stata avvisata. Sua fu anche l'idea di inviare a Parigi il conte Francesco Arese, la cui missione riscosse un parere tanto incoraggiante da parte di Napoleone III.

#### Il trattato di alleanza con la Prussia e le sue insidie

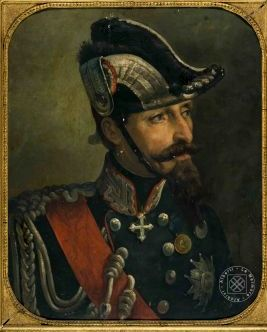
Dopo la firma dell'alleanza italo-prussiana, l'Austria offrì il Veneto all'Italia se questa avesse rinunciato alla guerra: La Marmora rifiutò

L'Italia al tempo in cui La Marmora era presidente del Consiglio, allo scoppio della terza guerra di indipendenza.

Le firme al trattato italo prussiano furono apposte l'8 aprile 1866. L'alleanza offensiva e difensiva prevedeva in dettaglio che se la Prussia avesse attaccato l'Austria, questa sarebbe stata attaccata subito anche dall'Italia. Nulla però si diceva riguardo ad un eventuale attacco preventivo dell'Austria all'Italia.
Interrogato su quest'ultimo punto da Govone, Bismarck confermò che la Prussia non aveva alcun obbligo di difendere l'Italia. Risentito per la risposta, il 2 maggio La Marmora inviò un telegramma a Govone sollecitandolo a informare Bismarck che se fosse stata l'Austria ad attaccare l'Italia, l'alleanza appena firmata obbligava la Prussia ad intervenire, trattandosi di un'alleanza difensiva la quale prevedeva, come tale, una reciprocità degli obblighi.
Tre giorni dopo, però, una questione ancora più grave catturò l'attenzione di La Marmora. Il 5 maggio l'Austria offriva il Veneto all'Italia se questa si fosse tenuta fuori dall'imminente guerra con la Prussia. La notizia giunse a La Marmora attraverso il suo ambasciatore a Parigi Costantino Nigra, e fu messa subito in relazione con le recenti restrizioni di Bismarck al trattato. L'offerta era seducente, ma il generale rispose di essere vincolato dal patto di alleanza con la Prussia, di non poter abbandonare il proprio alleato e di rifiutare l'offerta, dopo di che presentò le sue dimissioni al Re. Respingendole, Vittorio Emanuele II si dimostrò d'accordo con la condotta del suo Primo ministro.
Non fu, tuttavia, solo una questione di lealtà nei confronti della Prussia. La Marmora era infatti convinto, come Nigra, che avendo l'Austria fatto l'offerta all'Italia attraverso la Francia (l'Austria non riconosceva l'Italia come interlocutore), sarebbe stata la Francia a cedere poi il Veneto all'Italia. Ciò avrebbe comportato un debito notevole nei confronti del governo francese. La Prussia sarebbe diventata nemica dell'Italia che non avrebbe comunque guadagnato l'amicizia dell'Austria. Un'ulteriore ragione per rifiutare l'offerta era che Vienna subordinava la cessione pacifica del Veneto alla sua conquista della regione tedesca della Slesia, un'impresa alquanto problematica.

### La terza guerra d'indipendenza (1866)

#### La mancanza di unità di comando degli italiani

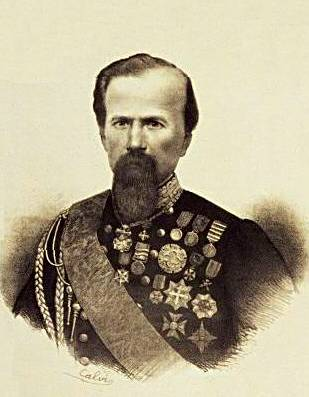
Il generale Enrico Cialdini, comandante dell'armata del Po, ottenne la piena autonomia da La Marmora

Il teatro della terza guerra di indipendenza. L'armata di La Marmora era schierata a sud del lago di Garda (a ovest del Mincio), quella di Cialdini nella zona di Ferrara (a sud del Po).

Firmata l'alleanza con la Prussia e respinte le proposte pacifiche dell'Austria, l'Italia si trovò in un'altra emergenza diplomatica quando la Francia, sua vecchia alleata, si accordò il 15 giugno 1866 con l'Austria per rimanere fuori dall'imminente conflitto.
A seguito di tale accordo Napoleone III disse all'ambasciatore italiano Nigra che «durante la Campagna potrebbe accadere che fosse utile che l'Italia non facesse guerra con troppo vigore». La Marmora ignorò la considerazione, ma voci dell'affermazione di Napoleone III arrivarono a Bismarck che cominciò a diffidare degli italiani e raccomandò a La Marmora una condotta di guerra energica. A tale riguardo il generale fu contattato prima dall'inviato prussiano Theodor von Bernhardi (1802-1885), che gli consegnò un piano di Campagna comune, e poi dall'ambasciatore Guido von Usedom (1805-1884).
Ma l'aspetto principale della questione era che, pur volendo, La Marmora non avrebbe potuto accogliere le proposte straniere. Gli mancava infatti l'autonomia decisionale. Comandante supremo dell'esercito era Vittorio Emanuele II e suo capo di stato maggiore La Marmora. Ma l'esercito era stato diviso in due armate, una che avrebbe dovuto agire dal fiume Mincio da ovest verso est, e un'altra dal basso Po da sud verso nord. Fautore di quest'ultima azione era il generale Enrico Cialdini, che chiese la massima autonomia e che fu designato a tale impresa con 8 divisioni; mentre La Marmora, fautore dell'azione dal Mincio, comandava le altre 12, ma senza un piano preciso.
Ad aggravare la situazione ci fu il ritardo che trattenne La Marmora a Firenze per le pratiche atte a formare il nuovo governo (affidato poi a Bettino Ricasoli). Appena l'esecutivo fu formato, il generale partì per il fronte troppi pochi giorni prima dell'inizio della guerra. La Prussia aprì infatti le ostilità il 16 giugno e La Marmora il giorno dopo lasciò Firenze per raggiungere Cremona, fermandosi però a Bologna per incontrare Cialdini.
Non si sa bene cosa si dissero i due generali. Si parlò di un'azione dimostrativa e di un'altra risolutiva. Ma chi avesse il compito dell'una e chi dell'altra non è chiaro. Fatto sta che La Marmora intimò guerra all'Austria il 20 giugno, con inizio delle ostilità per il giorno 23: si era alla terza guerra d'indipendenza. Il 21 Cialdini da Bologna telegrafò di avere bisogno per passare il Po di un'azione dimostrativa di La Marmora per bloccare le forze austriache sul Mincio (riservandosi così l'azione risolutiva). La Marmora rispose che avrebbe agito "energicamente" sul Mincio, senza però specificare che la sua sarebbe stata un'azione dimostrativa, come a rifiutare l'idea di fare la parte secondaria.

#### Le responsabilità dello spiegamento delle truppe
Il generale Cialdini dichiarò anche che non avrebbe potuto passare il Po che nella notte tra il 25 e il 26 giugno e chiese che la vigorosa azione dimostrativa avesse luogo il 24. Di conseguenza La Marmora mise in moto la sua armata sul Mincio solo il 23, ritenendo che l'esercito austriaco fosse tutto dietro l'Adige (cioè a sud-est di Verona). Invece, l'arciduca Alberto, capo delle forze austriache in Veneto, nel timore che le due armate italiane si unissero, puntò risolutamente verso il Mincio per colpire sul fianco sinistro l'armata di La Marmora che presumeva volesse procedere verso sud-est.
La Marmora, ignaro, era abbastanza tranquillo, e dispose le sue truppe sparpagliandole su un territorio piuttosto ampio, più che per una battaglia, per una marcia, spingendole anche molto avanti (alcune a soli 10 chilometri da Verona). Inoltre, delle sue 12 divisioni, 4 furono sprecate attorno a Mantova, dove gli austriaci non avevano forze consistenti e due attorno a Peschiera. Ad affrontare il nemico rimanevano quindi 6 divisioni, e cioè 50 000 uomini, contro i 75 000 dell'arciduca Alberto, molto più concentrati e meglio diretti.

#### Le responsabilità della sconfitta di Custoza

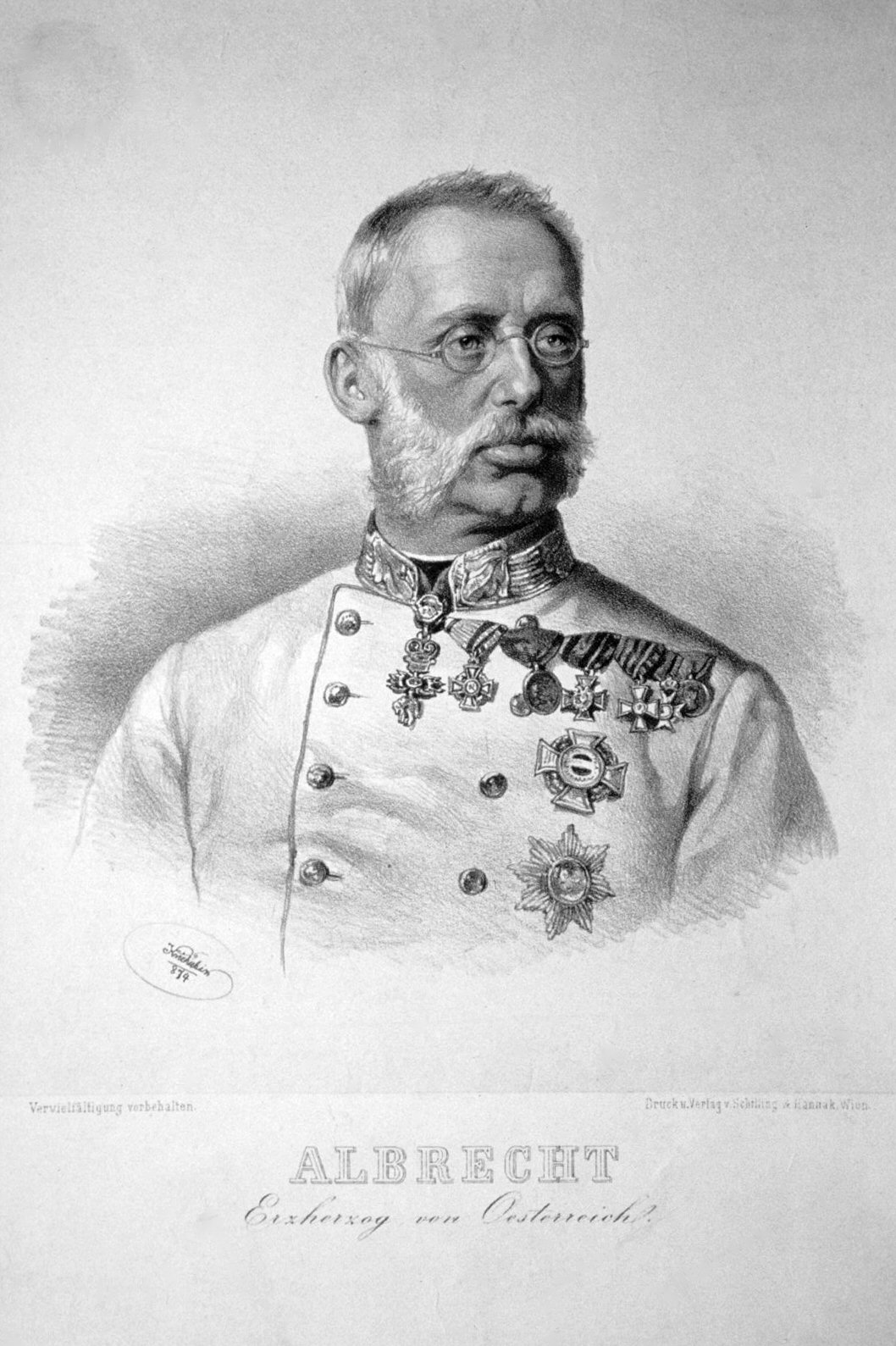
Il generale austriaco Alberto d'Asburgo-Teschen batté La Marmora a Custoza il 24 giugno 1866

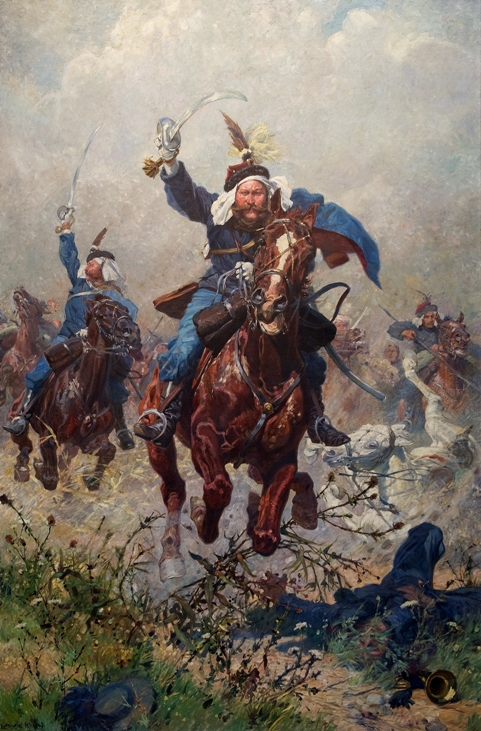
A Custoza, dopo le cariche di cavalleria austriaca, La Marmora credette che il pericolo arrivasse dalla pianura di Villafranca. Il nemico attaccò invece in forze attraverso le colline.

Italiani e austriaci si incontrarono verso le 6:30 del mattino del 24 giugno 1866 presso Oliosi (oggi frazione di Castelnuovo del Garda). La battaglia di Custoza proseguì sempre più violenta contraddistinta da attacchi e contrattacchi, e alle 10:30 ebbe una sosta. Gli austriaci erano stati respinti e le sorti dello scontro erano ancora incerte. Le posizioni sulle colline moreniche della zona erano tenute dagli italiani, ma La Marmora, al contrario di Vittorio Emanuele II, valutò che la minaccia principale venisse dalla pianura. Così che quando l'artiglieria austriaca iniziò a colpire le colline, il Re disse a La Marmora: «Glielo avevo pur detto io!» e il generale: «Vostra Maestà ha giusto il dire, ma bisognerebbe saper tutto».
Le colline moreniche si estendono a sud del lago di Garda fino a Sommacampagna a nord e Custoza a sud. Dopo di che, ad est si apre la pianura dove si trova Villafranca. Tra le colline moreniche e Villafranca due delle divisioni del Corpo del generale Enrico Della Rocca si erano posizionate in pianura e avevano respinto un attacco austriaco. Poiché La Marmora considerava questo il punto debole del suo schieramento alle 9 parlò a Della Rocca destinandogli la divisione di cavalleria di riserva e ordinandogli di «tener fermo» sulle sue posizioni. Fu uno degli errori più gravi della giornata.
La Marmora pensò infatti che lo sforzo del nemico si concentrasse tra Custoza e Villafranca, mentre, ripresa la battaglia, si concentrò su Custoza e a nord-ovest di quest'ultima, non a sud-est. Resosi conto della situazione, Vittorio Emanuele II raggiunse Della Rocca esortandolo a contrattaccare il nemico con le due divisioni inutilizzate davanti a Villafranca e con la divisione di cavalleria, ma il generale gli obiettò l'ordine di La Marmora di «tener fermo».
La Marmora capì la gravità della situazione quando si accorse delle truppe delle divisioni sulle colline moreniche a nord-ovest di Custoza che via via si ritiravano in ordine sparso verso il Mincio, mentre il carreggio ingombrava le strade. Tornatosene a Valeggio il generale ricevette l'impressione di una rotta sempre più grave: lo si udì mormorare «Che disfatta! Che catastrofe! Nemmeno nel '49!» Decise di raggiungere Oliosi, dove imperversava la lotta, ma la strada era ingombra e ripiegò allora, allontanandosi dal teatro della battaglia senza lasciare ordini, verso Goito dove giunse fra le 13:30 e le 14 per assicurarsi il ponte sul Mincio e organizzare la ritirata.
Dove imperversava la lotta, invece, contravvenendo agli ordini di La Marmora (che erano di presidiare Peschiera), il generale (ex borbonico) Giuseppe Salvatore Pianell lanciava parte della sua divisione contro gli austriaci fermando, a nord-ovest, quella manovra avvolgente che probabilmente La Marmora aveva pensato si potesse svolgere a sud-est (nella pianura di Villafranca). L'azione di Pianell non evitò la sconfitta, ma forse evitò la catastrofe.

#### Le responsabilità del mancato contrattacco

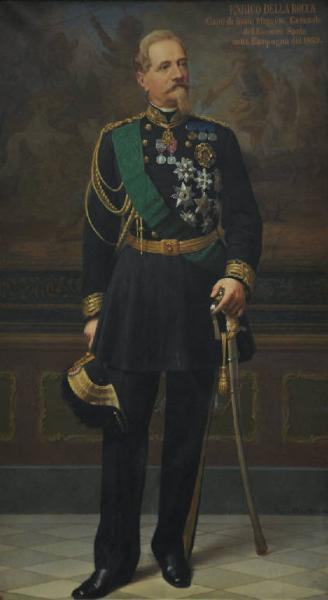
Il generale Enrico Della Rocca, nonostante le insistenze del Re, non mosse le sue truppe dalla pianura poiché aveva avuto ordine in tal senso da La Marmora

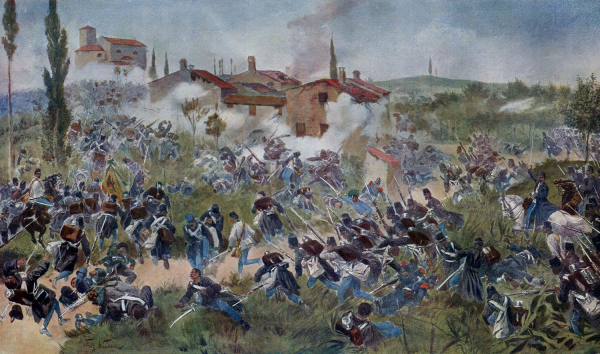
Quando si rese conto della sconfitta a Custoza La Marmora lasciò il campo di battaglia senza dare ordini. Successivamente lui e Cialdini non riuscirono ad accordarsi sul contrattacco.

La sconfitta di Custoza non fu in sé così grave, ma lo divenne per le decisioni che furono prese successivamente: La Marmora ritenne inservibili buona parte delle sue forze e non ritenne possibile mantenere la linea del Mincio temendo una manovra di aggiramento da nord. Per cui non solo i ponti sul fiume dopo la ritirata vennero fatti saltare, ma La Marmora la sera del 25 giugno pensò di far ritirare l'esercito dietro il Po e dietro l'Adda, e solo per la riprovazione del generale Govone e di alcuni altri si adattò a limitare la ritirata dietro l'Oglio.
D'altro canto il generale Cialdini, dopo aver ricevuto l'ordine di Vittorio Emanuele II il 24 di passare il Po, aveva risposto di passarlo l'indomani come previsto. Il giorno dopo però Cialdini ricevette da La Marmora il telegramma: «Austriaci gittatisi con tutte le forze contro Corpi [dei generali] Durando e [Del]La Rocca li hanno rovesciati. Non sembra finora inseguano. Stia quindi all'erta. Stato [mia] armata deplorevole, incapace agire per qualche tempo, 5 divisioni essendo disordinate». Ricevuto questo messaggio Cialdini rinunciò definitivamente a passare il Po; non solo, ma iniziò a sua volta la ritirata dietro il fiume Panaro.
Il 26 mattina La Marmora telegrafò di nuovo a Cialdini chiedendogli di non abbandonare il Po, ma l'altro non ubbidì. La Marmora allora presentò le sue dimissioni al Re consigliando di dare a Cialdini il comando di tutto l'esercito. Vittorio Emanuele II e lo stesso presidente del Consiglio Bettino Ricasoli respinsero la proposta e La Marmora rimase capo di stato maggiore. Il 29 i due generali si incontrarono di nuovo e Cialdini, che si considerava ormai superiore a La Marmora, espose la decisione di passare il Po. Nei giorni successivi Cialdini pregò anche La Marmora di non muoversi dalla linea dell'Oglio e rifiutò la tutela del Re iniziando il 5 luglio un assedio alla guarnigione austriaca di Borgoforte. Infine nella notte tra il 7 e 8 luglio, parte delle sue truppe passarono timidamente il Po.
Sul fronte prussiano, intanto, dopo la decisiva vittoria di Sadowa sull'Austria del 3 luglio, la Prussia si lamentò per la fiacca condotta di guerra dell'Italia, e il 13 Ricasoli volle incontrare Cialdini a Polesella. Il giorno dopo fu riunito il consiglio di guerra a Ferrara, presieduto da Vittorio Emanuele II e al quale intervennero Bettino Ricasoli, i principali ministri, La Marmora e Cialdini. Il consiglio stabilì che le armate sarebbero rimaste due, ma che a Cialdini, che ebbe il compito di raggiungere a marce forzate il fiume Isonzo, andavano 14 divisioni e a La Marmora, che ebbe il compito della retroguardia, solo 6.
Ritiratisi gli austriaci dalla prima linea in Veneto per la sconfitta subita a nord dai prussiani, Cialdini poté finalmente avanzare in modo spedito, ma non vi fu l'opportunità di una rivincita. Anzi, il prestigio dell'Italia fu ulteriormente scosso dalla sconfitta navale di Lissa del 20 luglio 1866.

#### Il ruolo nelle trattative per l'armistizio di Cormons

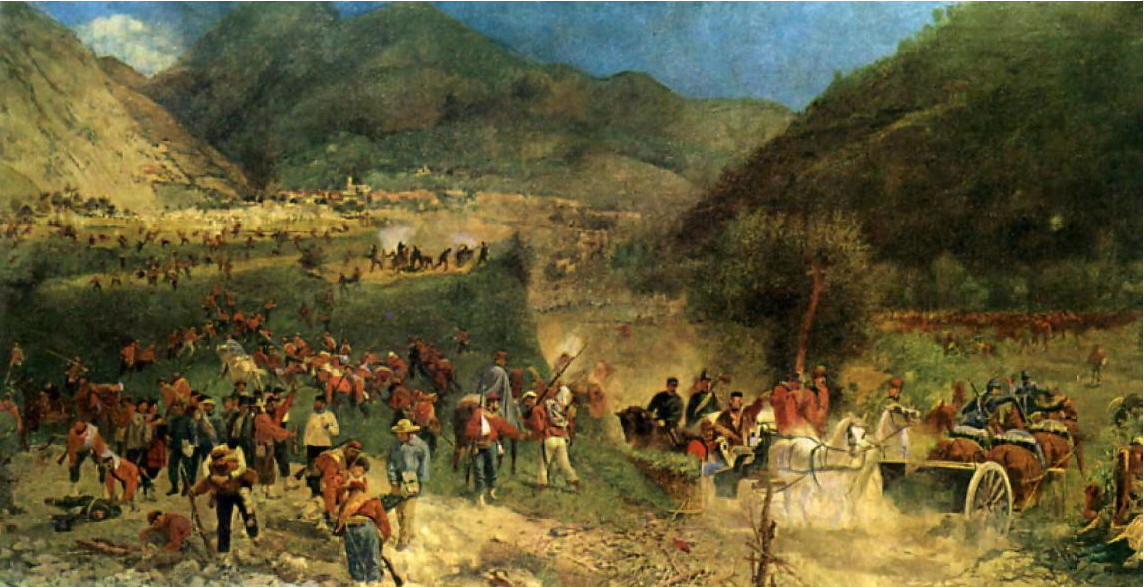
Firmato l'armistizio con la Prussia, l'Austria non volle cedere all'Italia la zona del Tirolo conquistata da Garibaldi e difesa nella battaglia di Bezzecca. Temendo la ripresa delle ostilità e la sconfitta dell'Italia, La Marmora si prese la responsabilità della firma dell'armistizio alle condizioni dell'Austria.

Fra la battaglia di Sadowa e quella di Lissa, il 5 luglio 1866, l'imperatore francese Napoleone III annunciò a Vittorio Emanuele II che l'Austria gli aveva ceduto il Veneto. La Francia era pronta a girare la regione all'Italia, a patto che l'Italia si ritirasse dal conflitto.
L'Italia avrebbe potuto quindi evitare ulteriore spargimento di sangue e accontentare Napoleone III (che ora voleva la pace e temeva una Prussia troppo forte), ma ciò avrebbe comportato la rottura dell'alleanza con Bismarck. Il Re concertò (nonostante Custoza) la risposta con La Marmora, che fu subito contrario ad accettare l'offerta francese.
La proposta per trattare l'armistizio con l'Austria non fu infatti accolta dal governo italiano, se non quando fu certo che la Prussia concedeva la sua adesione. Ma le trattative si tennero in un'atmosfera pesante e su una fragile tregua: l'Italia non voleva ritirarsi da zone del Tirolo occupate da Giuseppe Garibaldi e la Prussia criticava la condotta che La Marmora aveva tenuto durante la Campagna.
Mentre a Firenze ci si faceva illusioni sui risultati dei colloqui, l'Austria con l'armistizio di Nikolsburg del 26 luglio poneva fine alla lotta con la Prussia e riversava in Italia buona parte del suo esercito. Secondo il rapporto del generale Agostino Petitti, impegnato nelle trattative, risultava che oltre 200 000 austriaci si trovavano al confine del Veneto fra l'Isonzo e Trieste e altri 60 000 erano ammassati a nord, nella Valle dell'Adige. Ciononostante il governo italiano era fermo sul punto di non cedere le zone del Tirolo conquistate e difese nella battaglia di Bezzecca. Quando La Marmora capì che neanche Napoleone III era in grado di smuovere l'Austria a cedere sul punto del Tirolo, ritenendo che un'eventuale ripresa delle ostilità avrebbe portato l'Italia ad una sconfitta disastrosa, decise di prendersi la responsabilità della pace alle condizioni dell'Austria con il seguente telegramma inviato alle 8:25 del 9 agosto al ministro della guerra Ignazio Pettinengo: 
(Telegramma di Alfonso La Marmora del 9 agosto 1866 al ministro della guerra Ignazio Pettinengo.)
L'incontro che in quella occasione La Marmora ebbe con Vittorio Emanuele II fu commovente, dato che il generale si volle assumere tutta la responsabilità nonostante il Re volesse condividerla essendo fondamentalmente d'accordo con lui. Il generale sapeva anche che in un'eventuale ripresa della guerra contro l'Austria, l'Italia si sarebbe trovata sola. Nell'armistizio con l'Austria, infatti, la Prussia assicurava, all'infuori del Veneto, l'integrità dell'Impero austriaco, compreso il Tirolo. Malgrado il governo e l'opinione pubblica fossero contrari, La Marmora telegrafò a Petitti e gli ordinò di firmare la pace alle condizioni dell'Austria.
L'armistizio di Cormons fu concluso il 12 agosto, al quale seguì il trattato di Vienna del 3 ottobre 1866, con il quale l'Austria cedeva il Veneto alla Francia che poi lo girava all'Italia. La terza guerra d'indipendenza era terminata.

### Gli ultimi anni (1866-1878)

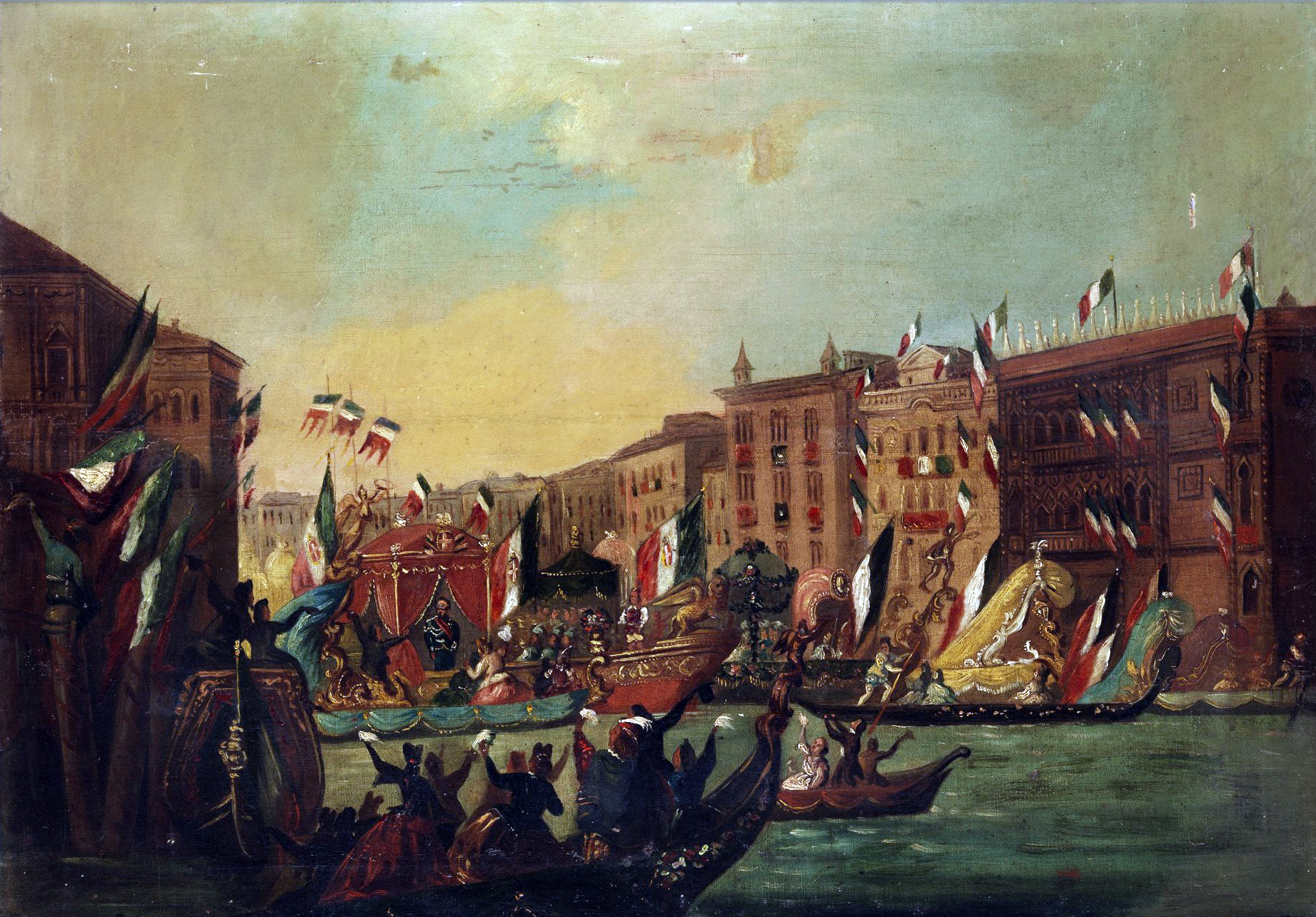
L'ingresso trionfale di Vittorio Emanuele II a Venezia, cerimonia alla quale La Marmora non fu chiamato a partecipare

Terminata la guerra, La Marmora si dimise da capo di stato maggiore e da ministro senza portafoglio del governo Ricasoli. Questa volta le dimissioni vennero accettate. Tornò a Firenze demoralizzato per l'insuccesso di Custoza e le polemiche che ne erano derivate. Il 21 e il 22 ottobre 1866 ci fu il plebiscito con cui la popolazione del Veneto decretò il suo ingresso nel Regno d'Italia e qualche giorno dopo con una cerimonia i rappresentanti di Venezia consegnarono a Vittorio Emanuele II i risultati. Il Re quindi partì da Torino per fare, con il suo seguito, il trionfale ingresso a Venezia. La Marmora non fu invitato a nessuna delle due cerimonie.
Gli fu allora affidato il 5º Corpo d'armata a Firenze. Incarico che accettò volentieri perché gli consentiva di rimanere nella capitale e frequentare più facilmente il parlamento. Tuttavia nel 1867 con l'abolizione dei grandi comandi militari, anche quello di La Marmora fu soppresso.

#### La missione a Parigi del 1867

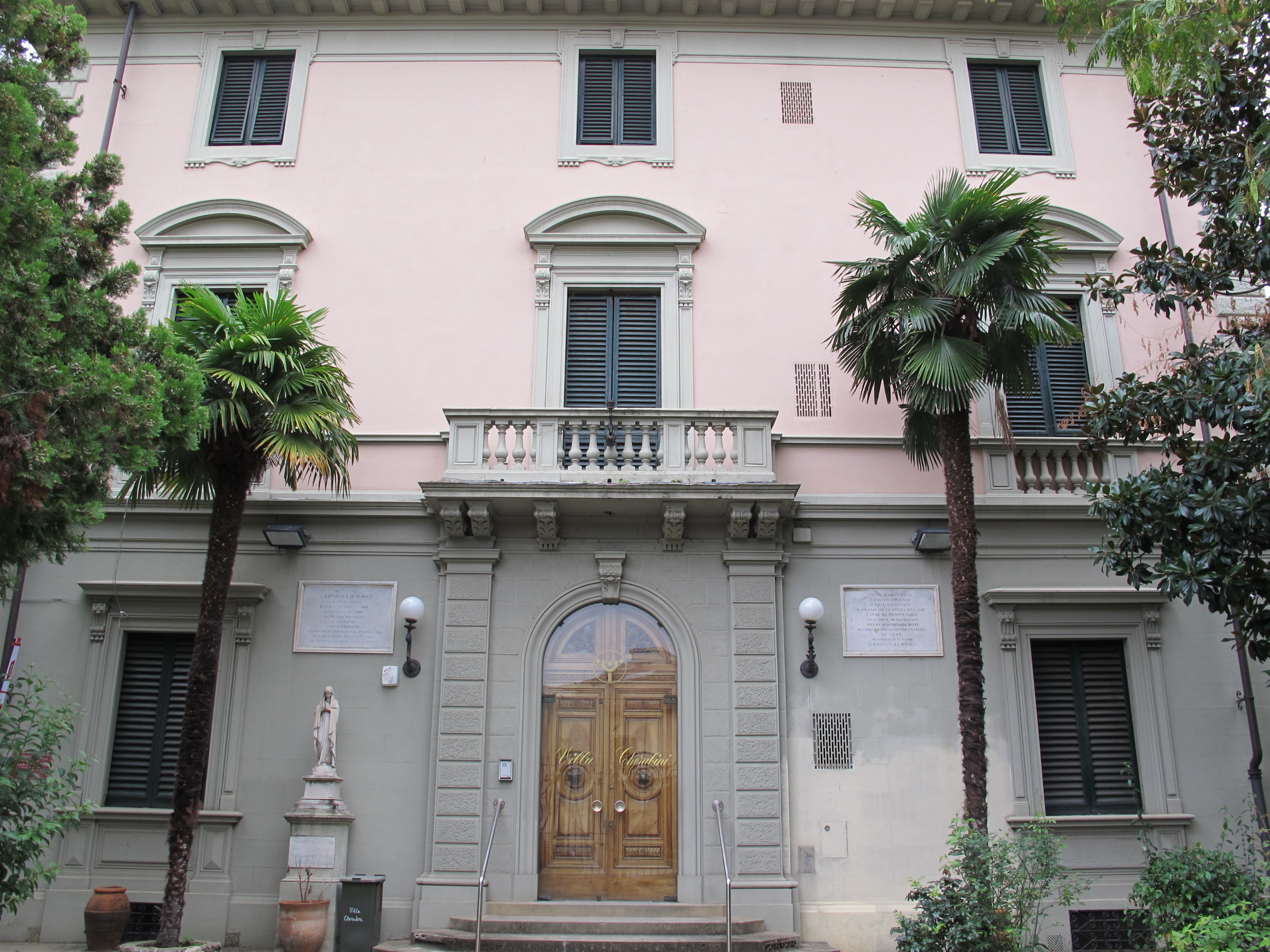
La casa di Firenze in via Cherubini in cui La Marmora trascorse gli ultimi anni e dove è ricordato da due lapidi sulla facciata

Il generale fu tuttavia ancora impiegato dal Re quando, lo stesso anno, a causa del riaccendersi della questione romana con la spedizione di Garibaldi nello Stato Pontificio, l'Italia dovette dimostrare estraneità all'azione rivoluzionaria e nello stesso tempo fermezza di fronte alla Francia che voleva inviare un contingente per difendere il Papa.
Il nuovo presidente del Consiglio Luigi Federico Menabrea (La Marmora aveva rifiutato di formare un nuovo governo), nel tentativo di evitare una grave crisi con la Francia decise di inviare La Marmora a Parigi per trattare con Napoleone III. Menabrea ricordò al generale come la decisione della Francia di inviare truppe nello Stato Pontificio avesse mutato le condizioni della Convenzione di settembre, per cui il governo italiano si era visto costretto, a causa del sentimento nazionale eccitato dell'opinione pubblica, a fare entrare l'esercito nei territori del Papa. L'intervento non aveva però intenzioni ostili, ma solo il compito di ristabilire l'ordine nelle province pontificie.
La Marmora accettò di partire per Parigi ed esporre a Napoleone III la questione. Ottenne da parte dell'Imperatore che l'ordine di partenza delle truppe francesi da Tolone fosse rimandato e la promessa che una volta partiti e ripristinato l'ordine, i francesi sarebbero tornati in patria. Cosa che accadde dopo la battaglia di Mentana del 3 novembre 1867.

#### Le polemiche, i viaggi e la luogotenenza a Roma
Nel 1868 si riaccese la polemica con Cialdini sulle responsabilità della condotta della terza guerra di indipendenza e della sconfitta di Custoza, in seguito alla quale La Marmora fece pubblicare l'opuscolo Schiarimenti e rettifiche (Firenze, 1868), a cui Cialdini replicò con: Risposta del generale Cialdini all'opuscolo "Schiarimenti e rettifiche del generale La Marmora" (Firenze, 1868).
L'anno successivo compì forse il più importante dei suoi numerosi viaggi. Si recò in Russia passando per Vienna dove fu accolto dal suo ex nemico, l'arciduca Alberto. Assistette alle manovre militari dell'esercito russo a Krasnoe Selo dopo le quali fu ricevuto dallo zar Alessandro II. Si recò a visitare la base navale russa di Kronštadt e partì ancora per la Svezia, la Danimarca e la Romania. In quest'ultima tappa apprezzò le doti dell'esercito rumeno che diede poi ottima prova di sé nella guerra russo-turca (1877-1878).
Nel 1870 si dovette ancora difendere dalle accuse fatte dall'estrema Sinistra di aver temporeggiato durante la guerra per desiderio di Napoleone III. Nonostante le polemiche sempre vive, fu incaricato, dopo la presa di Roma del settembre del 1870 di reggere la luogotenenza del re nella futura capitale, avendo il Re individuato in La Marmora, non solo il capace governatore dei tempi di transizione, ma anche in questo caso, una figura in grado di garantire l'integrità della Santa Sede e del Papa. Fu l'ultimo suo incarico ufficiale, dopo di che tornò a Firenze.

#### Un po' più di luce sugli eventi del 1866e la morte

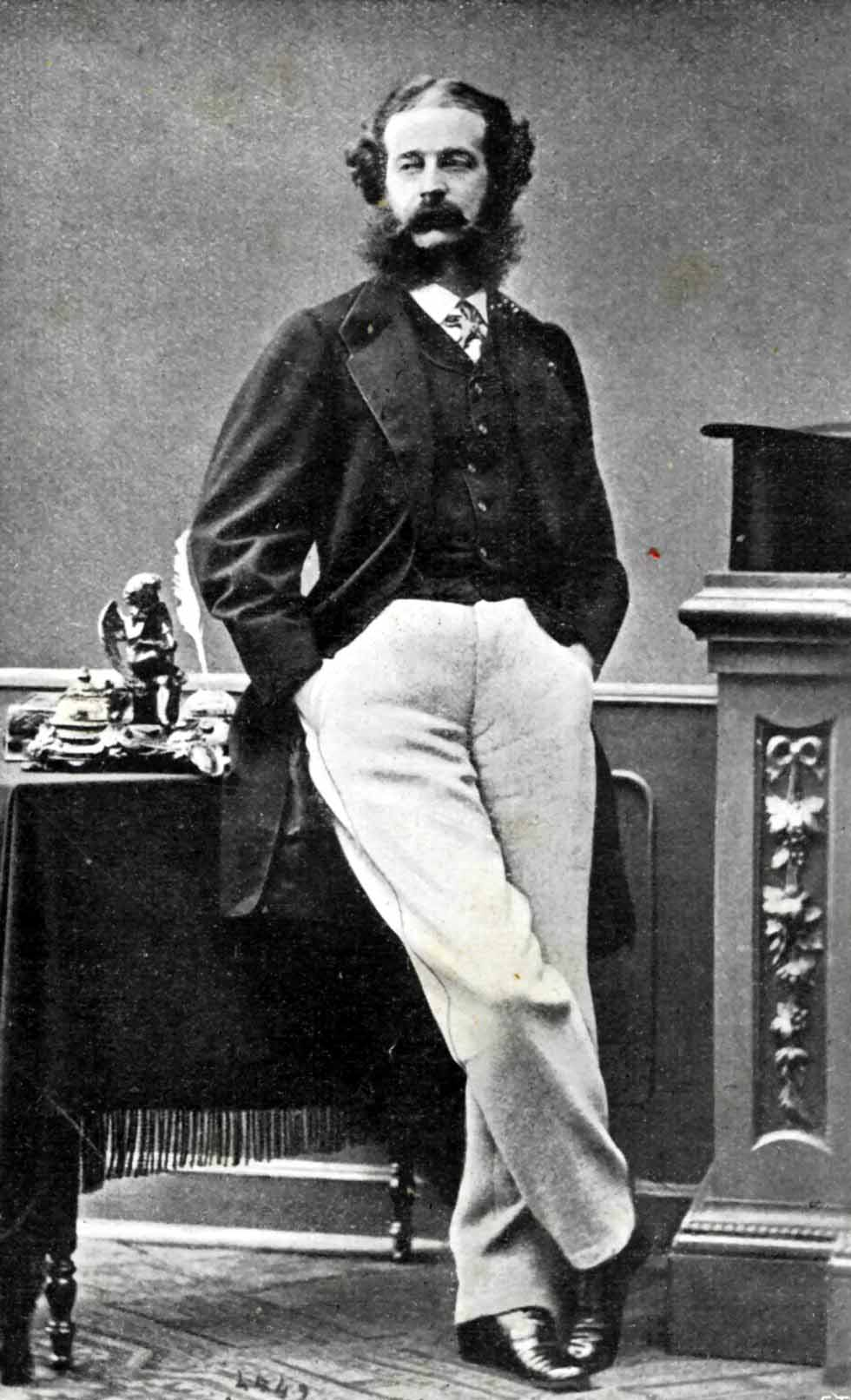
Il ministro degli esteri Emilio Visconti-Venosta deplorò la pubblicazione del libro di La Marmora che aveva suscitato proteste in Germania

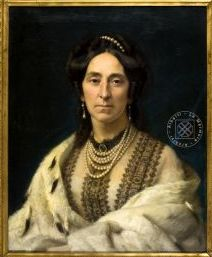
Giovanna Bertie Mathew, moglie di La Marmora, che morì qualche anno prima di lui

Agli inizi di settembre del 1873 uscì il suo famoso libro Un po' più di luce sugli eventi politici e militari del 1866, pubblicato a Firenze. Un passionale pamphlet con il quale il generale difese il suo operato, ma nel quale pubblicò documenti diplomatici che la Germania ritenne non dovessero essere a disposizione di La Marmora, né che dovessero essere resi noti. Una speciale interpellanza fu rivolta al governo Minghetti e il ministro degli esteri Emilio Visconti-Venosta deplorò la pubblicazione che casualmente era avvenuta durante la visita di Vittorio Emanuele II in Austria e Germania, ciò che aumentò l'imbarazzo del governo.
Amareggiato per le ulteriori e sempre più accese polemiche, La Marmora trovò tuttavia una certa serenità nei viaggi, uno dei quali lo portò sui campi di battaglia della guerra franco-prussiana (1870-1871). Intanto, la morte gli toglieva uno ad uno i suoi più cari congiunti: sopravvisse a tutti i suoi fratelli e nel 1876 morì anche la moglie Giovanna Teresa Bertie Mathew. Le ultime pubblicazioni del generale furono Un episodio del Risorgimento italiano, nel quale narrò la repressione dei moti di Genova del 1849, e i Segreti di Stato nel governo costituzionale.
Nel novembre del 1877 la malattia della quale soffriva andò aggravandosi e la mattina del 5 gennaio 1878, alle ore 9:30, Alfonso La Marmora morì, a poco più di 73 anni. Due giorni dopo la salma venne trasportata nella chiesa della Misericordia. La cerimonia a Firenze fu solenne, ma non vi poté intervenire Umberto di Savoia poiché il padre Vittorio Emanuele II versava in gravi condizioni (morì il 9 gennaio). La salma del generale la sera dello stesso 7 partì per Biella dove fu sepolta nella chiesa di San Sebastiano e dove tuttora riposa.

## Opere
L'archivio della famiglia Ferrero della Marmora è conservato presso l'Archivio di Stato di Biella. Per i documenti relativi ad Alfonso La Marmora in questo archivio si veda il catalogo di M. Cassetti Le carte di Alfonso Ferrero della Marmora. Spunti per una biografia e un epistolario, Torino, 1979, a cui si rimanda anche per una bibliografia dettagliata sul personaggio e sulle vicende di cui fu partecipe.
- Schiarimenti e rettifiche (Firenze, 1868).
- Un po' più di luce sugli eventi politici e militari del 1866 (Firenze, 1873).
- Un episodio del Risorgimento italiano (Firenze, 1877).
- Segreti di Stato nel governo costituzionale (Firenze, 1877).
- A. Colombo, A. Corbelli, E. Passamonti (a cura di), Carteggi di Alfonso La Marmora, Torino, 1928.

## Onorificenze

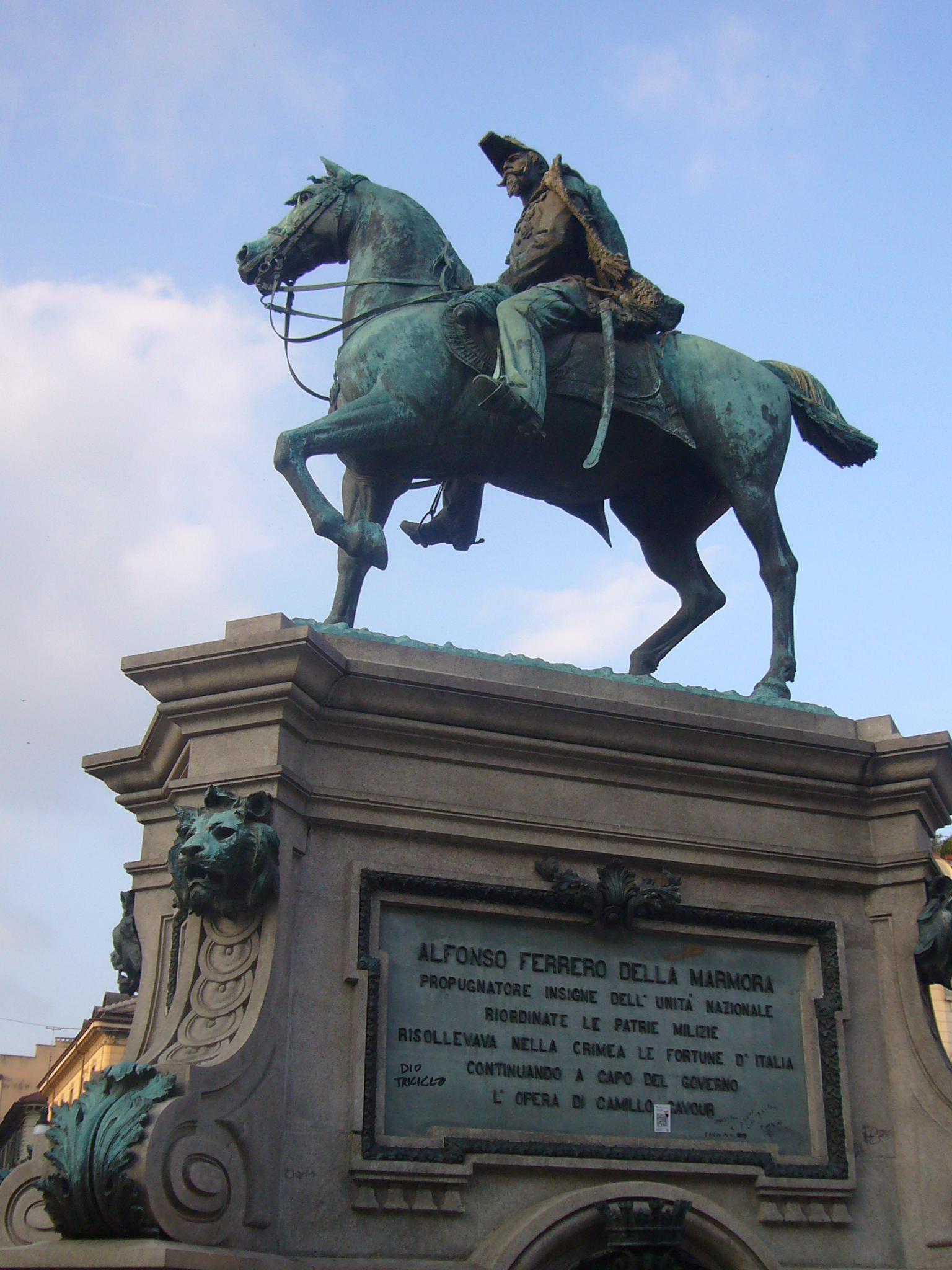
Statua equestre ad Alfonso La Marmora in Piazza Giambattista Bodoni (Borgo Nuovo, Centro storico di Torino)

### Onorificenze del Regno di Sardegna
Queste le onorificenze italiane di cui La Marmora fu insignito delle quali esiste traccia nelle fonti consultate:

### Onorificenze straniere per la guerra di Crimea
Queste le onorificenze straniere ottenute da La Marmora a seguito della Campagna di Crimea:

### Altre onorificenze straniere
Queste le altre onorificenze straniere di cui La Marmora fu insignito delle quali esiste traccia nelle fonti consultate: